# Championnat de Suisse de hockey sur glace 2022-2023
Saison précédente Saison suivante
La saison 2022-2023 est la 114e du championnat de Suisse de hockey sur glace.

## National League

### Contexte
La saison régulière débute le 14 septembre 2022 par une rencontre entre les SC Rapperswil-Jona Lakers et les ZSC Lions. Un total de 52 tours est disputé. Le 4 mars 2023 se dispute la dernière journée de la saison régulière. Pour la première fois, les quarts de finale et les demi-finales sont segmentés pour qu'il y ait tous les jours de la semaine un match, excepté le lundi.

### Participants
| Équipe                    | Bilan 2021-2022 | Entraîneur                                                  | Depuis | Capitaine          | Ville (canton)              | Patinoire                     | Capacité | Dernière promotion |
| ------------------------- | --------------- | ----------------------------------------------------------- | ------ | ------------------ | --------------------------- | ----------------------------- | -------- | ------------------ |
| HC Ajoie                  | 13e             | Filip Pešán (en) Julien Vauclair                            | 2022   | Jordane Hauert     | Porrentruy (Jura)           | Raiffeisen Arena              | 5 178    | 2021               |
| HC Ambrì-Piotta           | Préplay-off     | Luca Cereda                                                 | 2017   | Daniele Grassi     | Ambrì et Piotta (Tessin)    | Gottardo Arena                | 6 775    | 1985               |
| CP Berne                  | 11e             | Johan Lundskog Toni Söderholm                               | 2022   | Simon Moser        | Berne (Berne)               | PostFinance Arena             | 17 031   | 1986               |
| HC Bienne                 | 1/4 finale      | Antti Törmänen                                              | 2017   | Gaëtan Haas        | Bienne (Berne)              | Tissot Arena                  | 6 562    | 2008               |
| HC Davos                  | 1/2 finale      | Christian Wohlwend (de) Waltteri Immonen et Glen Metropolit | 2023   | Andres Ambühl      | Davos (Grisons)             | Eisstadion Davos              | 6 547    | 1993               |
| HC Fribourg-Gottéron      | 1/2 finale      | Christian Dubé                                              | 2019   | Julien Sprunger    | Fribourg (Fribourg)         | BCF-Arena                     | 9 009    | 1980               |
| Genève-Servette HC        | Préplay-off     | Jan Cadieux                                                 | 2021   | Noah Rod           | Genève (Genève)             | Patinoire des Vernets         | 7 135    | 2002               |
| EHC Kloten                | Champion de SL  | Jeffrey Tomlinson (en)                                      | 2021   | Steve Kellenberger | Kloten (Zurich)             | stimo arena                   | 7 624    | 2022               |
| SC Langnau Tigers         | 12e             | Thierry Paterlini                                           | 2022   | Harri Pesonen      | Langnau im Emmental (Berne) | Patinoire de l'Ilfis          | 6 000    | 2015               |
| Lausanne HC               | 1/4 finale      | John Fust Geoff Ward                                        | 2022   | Lukas Frick        | Lausanne (Vaud)             | Vaudoise aréna                | 9 600    | 2013               |
| HC Lugano                 | 1/4 finale      | Chris McSorley Luca Gianinazzi                              | 2022   | Mark Arcobello     | Lugano (Tessin)             | Cornèr Arena                  | 6 733    | 1983               |
| SC Rapperswil-Jona Lakers | 1/4 finale      | Stefan Hedlund (sv)                                         | 2021   | Roman Červenka     | Rapperswil (Saint-Gall)     | St. Galler Kantonalbank Arena | 6 100    | 2018               |
| EV Zoug                   | Champion        | Dan Tangnes (en)                                            | 2018   | Jan Kovář          | Zoug (Zoug)                 | Bossard Arena                 | 7 200    | 1987               |
| ZSC Lions                 | Finale          | Rikard Grönborg (en) Marc Crawford                          | 2022   | Patrick Geering    | Zurich (Zurich)             | Swiss Life Arena              | 12 000   | 1989               |

| Ajoie Ambrì-Piotta Berne Bienne Davos Fribourg-Gottéron Genève-Servette Kloten Langnau Lausanne Lugano Rapperswil-Jona Zoug Zurich |

### Saison régulière

#### Résultats
Note : les résultats sont indiqués dans les boîtes déroulantes ci-dessous, classées par mois, afin de ne pas surcharger l'affichage de la page.

#### Classement final
| Clt   | Équipe                    | PJ | V  | VP | VF | D  | DP | DF | BP  | BC  | Diff | Pts |
| ----- | ------------------------- | -- | -- | -- | -- | -- | -- | -- | --- | --- | ---- | --- |
| +001, | Genève-Servette HC        | 52 | 27 | 3  | 3  | 11 | 2  | 6  | 185 | 140 | 45   | 101 |
| +002, | HC Bienne                 | 52 | 29 | 3  | 2  | 14 | 1  | 3  | 174 | 132 | 42   | 101 |
| +003, | SC Rapperswil-Jona Lakers | 52 | 25 | 2  | 4  | 16 | 2  | 3  | 183 | 133 | 50   | 92  |
| +004, | ZSC Lions                 | 52 | 24 | 1  | 5  | 18 | 1  | 3  | 150 | 123 | 27   | 88  |
| +005, | HC Davos                  | 52 | 18 | 4  | 5  | 14 | 8  | 3  | 149 | 138 | 11   | 83  |
| +006, | EV Zoug (T)               | 52 | 21 | 2  | 4  | 18 | 2  | 5  | 165 | 154 | 11   | 82  |
| +007, | HC Fribourg-Gottéron      | 52 | 23 | 1  | 1  | 19 | 5  | 3  | 155 | 136 | 19   | 81  |
| +008, | CP Berne                  | 52 | 16 | 9  | 0  | 19 | 5  | 3  | 150 | 158 | -8   | 74  |
| +009, | EHC Kloten (P)            | 52 | 19 | 1  | 4  | 22 | 3  | 3  | 140 | 173 | -33  | 73  |
| +010, | HC Lugano                 | 52 | 20 | 1  | 4  | 25 | 1  | 1  | 147 | 163 | -16  | 72  |
| +011, | Lausanne HC               | 52 | 17 | 3  | 4  | 22 | 2  | 4  | 139 | 160 | -21  | 71  |
| +012, | HC Ambrì-Piotta           | 52 | 13 | 9  | 2  | 23 | 2  | 3  | 151 | 163 | -12  | 66  |
| +013, | SC Langnau Tigers         | 52 | 15 | 4  | 0  | 26 | 3  | 4  | 124 | 167 | -43  | 60  |
| +014, | HC Ajoie                  | 52 | 10 | 5  | 1  | 30 | 2  | 4  | 120 | 192 | -72  | 48  |

- En gras : qualifié directement pour les play-off
- En italique : en préplay-off pour désigner les rangs 7 et 8
- En italique : en play-out

#### Meilleurs pointeurs en saison régulière
| Clt | Joueur                 | Équipe                    | PJ | B  | A  | Pts | Pun |
| --- | ---------------------- | ------------------------- | -- | -- | -- | --- | --- |
| 1   | Roman Červenka         | SC Rapperswil-Jona Lakers | 43 | 16 | 43 | 59  | 60  |
| 2   | Linus Omark            | Genève-Servette HC        | 52 | 16 | 40 | 56  | 40  |
| 3   | Christopher DiDomenico | CP Berne                  | 46 | 23 | 30 | 53  | 65  |
| 4   | Tyler Moy (en)         | SC Rapperswil-Jona Lakers | 52 | 24 | 27 | 51  | 30  |
| 5   | Valtteri Filppula      | Genève-Servette HC        | 46 | 17 | 34 | 51  | 62  |
| 6   | Jan Kovář              | EV Zoug                   | 52 | 20 | 30 | 50  | 26  |
| 7   | Michael Špaček (en)    | HC Ambrì-Piotta           | 50 | 14 | 36 | 50  | 8   |
| 8   | Jonathan Ang (de)      | EHC Kloten                | 52 | 20 | 29 | 49  | 44  |
| 9   | Miro Aaltonen          | EHC Kloten                | 51 | 19 | 30 | 49  | 20  |
| 10  | Daniel Winnik          | Genève-Servette HC        | 47 | 18 | 28 | 46  | 32  |

#### Meilleurs gardiens en saison régulière
Ci-après les meilleurs gardiens de la saison régulière ayant joué au moins 900 minutes, soit l'équivalent de 15 parties entières.
| Clt | Gardien               | Équipe                    | PJ | V  | D  | DP | Min   | BC | Moy  | %Arr | Bl |
| --- | --------------------- | ------------------------- | -- | -- | -- | -- | ----- | -- | ---- | ---- | -- |
| 1   | Šimon Hrubec          | ZSC Lions                 | 33 | 16 | 9  | 2  | 1 937 | 72 | 2,23 | 92,7 | 4  |
| 2   | Harri Säteri          | HC Bienne                 | 35 | 22 | 8  | 1  | 2 020 | 77 | 2,29 | 92,3 | 7  |
| 3   | Gilles Senn           | HC Davos                  | 17 | 7  | 5  | 1  | 992   | 37 | 2,24 | 92,2 | 3  |
| 4   | Luca Boltshauser (en) | SC Langnau Tigers         | 36 | 13 | 16 | 4  | 2 088 | 95 | 2,73 | 91,9 | 0  |
| 5   | Janne Juvonen (en)    | HC Ambrì-Piotta           | 33 | 14 | 14 | 2  | 1 959 | 87 | 2,67 | 91,7 | 1  |
| 6   | Melvin Nyffeler (de)  | SC Rapperswil-Jona Lakers | 42 | 24 | 10 | 2  | 2 473 | 94 | 2,28 | 91,5 | 5  |
| 7   | Sandro Aeschlimann    | HC Davos                  | 36 | 15 | 9  | 1  | 2 191 | 89 | 2,44 | 91,4 | 2  |
| 8   | Ludovic Waeber        | ZSC Lions                 | 19 | 8  | 9  | 1  | 1 081 | 45 | 2,50 | 91,4 | 2  |
| 9   | Reto Berra            | HC Fribourg-Gottéron      | 16 | 7  | 5  | 1  | 938   | 35 | 2,24 | 91,3 | 2  |
| 10  | Robert Mayer          | Genève-Servette HC        | 25 | 17 | 5  | 2  | 1 456 | 56 | 2,31 | 91,3 | 1  |

### Play-off

#### Contexte
Pour la troisième fois, on se dispute les deux dernières places pour les séries éliminatoires lors d'une minisérie de préplay-off au meilleur des trois matches, le 7e de la saison régulière étant opposé au 10e, le 8e au 9e. Des deux clubs vainqueurs, le moins bien classé à la fin de la saison régulière affronte le 1er de la saison régulière, l'autre club affrontant le 2e de la saison régulière.

#### Tableau synthétique
|  | Préplay-off | Préplay-off               | Préplay-off | Préplay-off |   |                    | Quarts de finale | Quarts de finale | Quarts de finale | Quarts de finale |  |  | Demi-finales | Demi-finales | Demi-finales | Demi-finales |  |  | Finale | Finale | Finale | Finale |
|  |             |                           |             |             |   |                    |                  |                  |                  |                  |  |  |              |              |              |              |  |  |        |        |        |        |
|  |             |                           |             |             |   |                    |                  |                  |                  |                  |  |  |              |              |              |              |  |  |        |        |        |        |
|  |             |                           |             |             |   |                    |                  |                  |                  |                  |  |  |              |              |              |              |  |  |        |        |        |        |
|  |             |                           |             |             |   |                    |                  |                  |                  |                  |  |  |              |              |              |              |  |  |        |        |        |        |
|  |             |                           |             |             |   |                    |                  |                  |                  |                  |  |  |              |              |              |              |  |  |        |        |        |        |
|  | 1           | Genève-Servette HC        | 4           | 4           |   |                    |                  |                  |                  |                  |  |  |              |              |              |              |  |  |        |        |        |        |
|  | 1           | Genève-Servette HC        | 4           | 4           |   |                    |                  |                  |                  |                  |  |  |              |              |              |              |  |  |        |        |        |        |
|  |             |                           | 10          | HC Lugano   | 2 | 2                  |                  |                  |                  |                  |  |  |              |              |              |              |  |  |        |        |        |        |
|  | 7           | HC Fribourg-Gottéron      | 10          | HC Lugano   | 2 | 2                  | 0                | 0                |                  |                  |  |  |              |              |              |              |  |  |        |        |        |        |
|  | 7           | HC Fribourg-Gottéron      |             |             |   |                    |                  | 0                |                  |                  |  |  |              |              |              |              |  |  |        |        |        |        |
|  | 10          | HC Lugano                 | 2           | 2           |   |                    |                  |                  |                  |                  |  |  |              |              |              |              |  |  |        |        |        |        |
|  | 10          | HC Lugano                 | 2           | 2           | 1 | Genève-Servette HC | 4                | 4                |                  |                  |  |  |              |              |              |              |  |  |        |        |        |        |
|  |             |                           |             |             | 1 | Genève-Servette HC | 4                | 4                |                  |                  |  |  |              |              |              |              |  |  |        |        |        |        |
|  |             |                           | 6           | EV Zoug (T) | 1 | 1                  |                  |                  |                  |                  |  |  |              |              |              |              |  |  |        |        |        |        |
|  |             |                           |             |             | 1 | 1                  |                  |                  |                  |                  |  |  |              |              |              |              |  |  |        |        |        |        |
|  |             |                           |             |             |   |                    |                  |                  |                  |                  |  |  |              |              |              |              |  |  |        |        |        |        |
|  |             |                           |             |             |   |                    |                  |                  |                  |                  |  |  |              |              |              |              |  |  |        |        |        |        |
|  | 3           | SC Rapperswil-Jona Lakers | 2           | 2           |   |                    |                  |                  |                  |                  |  |  |              |              |              |              |  |  |        |        |        |        |
|  | 3           | SC Rapperswil-Jona Lakers | 2           | 2           |   |                    |                  |                  |                  |                  |  |  |              |              |              |              |  |  |        |        |        |        |
|  |             |                           | 6           | EV Zoug (T) | 4 | 4                  |                  |                  |                  |                  |  |  |              |              |              |              |  |  |        |        |        |        |
|  |             |                           |             |             | 4 | 4                  |                  |                  |                  |                  |  |  |              |              |              |              |  |  |        |        |        |        |
|  |             |                           |             |             |   |                    |                  |                  |                  |                  |  |  |              |              |              |              |  |  |        |        |        |        |
|  |             |                           |             |             |   |                    |                  |                  |                  |                  |  |  |              |              |              |              |  |  |        |        |        |        |
|  | 1           | Genève-Servette HC        | 4           | 4           |   |                    |                  |                  |                  |                  |  |  |              |              |              |              |  |  |        |        |        |        |
|  | 1           | Genève-Servette HC        | 4           | 4           |   |                    |                  |                  |                  |                  |  |  |              |              |              |              |  |  |        |        |        |        |
|  |             |                           | 2           | HC Bienne   | 3 | 3                  |                  |                  |                  |                  |  |  |              |              |              |              |  |  |        |        |        |        |
|  |             |                           |             |             | 3 | 3                  |                  |                  |                  |                  |  |  |              |              |              |              |  |  |        |        |        |        |
|  |             |                           |             |             |   |                    |                  |                  |                  |                  |  |  |              |              |              |              |  |  |        |        |        |        |
|  |             |                           |             |             |   |                    |                  |                  |                  |                  |  |  |              |              |              |              |  |  |        |        |        |        |
|  | 2           | HC Bienne                 | 4           | 4           |   |                    |                  |                  |                  |                  |  |  |              |              |              |              |  |  |        |        |        |        |
|  | 2           | HC Bienne                 | 4           | 4           |   |                    |                  |                  |                  |                  |  |  |              |              |              |              |  |  |        |        |        |        |
|  |             |                           | 8           | CP Berne    | 2 | 2                  |                  |                  |                  |                  |  |  |              |              |              |              |  |  |        |        |        |        |
|  | 8           | CP Berne                  | 8           | CP Berne    | 2 | 2                  | 2                | 2                |                  |                  |  |  |              |              |              |              |  |  |        |        |        |        |
|  | 8           | CP Berne                  |             |             |   |                    |                  | 2                |                  |                  |  |  |              |              |              |              |  |  |        |        |        |        |
|  | 9           | EHC Kloten                | 1           | 1           |   |                    |                  |                  |                  |                  |  |  |              |              |              |              |  |  |        |        |        |        |
|  | 9           | EHC Kloten                | 1           | 1           | 2 | HC Bienne          | 4                | 4                |                  |                  |  |  |              |              |              |              |  |  |        |        |        |        |
|  |             |                           |             |             | 2 | HC Bienne          | 4                | 4                |                  |                  |  |  |              |              |              |              |  |  |        |        |        |        |
|  |             |                           | 4           | ZSC Lions   | 0 | 0                  |                  |                  |                  |                  |  |  |              |              |              |              |  |  |        |        |        |        |
|  |             |                           |             |             | 0 | 0                  |                  |                  |                  |                  |  |  |              |              |              |              |  |  |        |        |        |        |
|  |             |                           |             |             |   |                    |                  |                  |                  |                  |  |  |              |              |              |              |  |  |        |        |        |        |
|  |             |                           |             |             |   |                    |                  |                  |                  |                  |  |  |              |              |              |              |  |  |        |        |        |        |
|  | 4           | ZSC Lions                 | 4           | 4           |   |                    |                  |                  |                  |                  |  |  |              |              |              |              |  |  |        |        |        |        |
|  | 4           | ZSC Lions                 | 4           | 4           |   |                    |                  |                  |                  |                  |  |  |              |              |              |              |  |  |        |        |        |        |
|  |             |                           | 5           | HC Davos    | 1 | 1                  |                  |                  |                  |                  |  |  |              |              |              |              |  |  |        |        |        |        |
|  |             |                           |             |             | 1 | 1                  |                  |                  |                  |                  |  |  |              |              |              |              |  |  |        |        |        |        |
|  |             |                           |             |             |   |                    |                  |                  |                  |                  |  |  |              |              |              |              |  |  |        |        |        |        |
|  |             |                           |             |             |   |                    |                  |                  |                  |                  |  |  |              |              |              |              |  |  |        |        |        |        |
|  |             |                           |             |             |   |                    |                  |                  |                  |                  |  |  |              |              |              |              |  |  |        |        |        |        |
|  |             |                           |             |             |   |                    |                  |                  |                  |                  |  |  |              |              |              |              |  |  |        |        |        |        |

#### Préplay-off

##### HC Fribourg-Gottéron - HC Lugano
Le 7 mars 2023 a lieu la première confrontation entre Fribourg et Lugano. Le match reste très fermé jusqu'à la 22e minute lorsque David Desharnais est exclu pour un coup de crosse. Sans l'un de leurs meilleurs éléments, les Fribourgeois s'inclinent à domicile sur le score de 2-1. Les buteurs pour Lugano sont Markus Granlund (28e minute) et Kris Bennett (38e minute), tandis que Jacob de la Rose (32e minute) inscrit le but fribourgeois. Deux jours plus tard, à Lugano, Gottéron est à nouveau impuissant et se retrouve éliminé en perdant 2-0.
Le 9 mars 2023 se déroule la deuxième rencontre, à Lugano. Fribourg ne parait pas dans le coup et Lugano en profite pour marquer par Troy Josephs à la 34e minute en supériorité numérique. Granlund scelle la rencontre dans la dernière minute en inscrivant un but dans la cage vide. Fribourg est éliminé et Lugano se qualifie pour les Séries éliminatoires.
| 7 mars 2023 | HC Fribourg-Gottéron | 1-2 (0-0, 1-2, 0-0) | HC Lugano | BCF-Arena 8 947 spectateurs |

| Feuille de match | Feuille de match                                | Feuille de match | Feuille de match                                                          | Feuille de match                                                          |
| ---------------- | ----------------------------------------------- | ---------------- | ------------------------------------------------------------------------- | ------------------------------------------------------------------------- |
|                  | de la Rose (Mottet, Bertschy) — 32 min 4 s (SN) | 0-1 1-1 1-2      | Granlund (Müller, Bennett) — 28 min 21 s Bennett (Granlund) — 38 min 31 s | Arbitrage : Michael Tscherrig, Alex Dipietro Eric Cattaneo, Sébastien Duc |
| Berra            | Gardiens                                        | Koskinen         |                                                                           | Arbitrage : Michael Tscherrig, Alex Dipietro Eric Cattaneo, Sébastien Duc |
| 31 min           | Pénalités                                       | 14 min           |                                                                           | Arbitrage : Michael Tscherrig, Alex Dipietro Eric Cattaneo, Sébastien Duc |
| 31               | Tirs                                            | 20               |                                                                           | Arbitrage : Michael Tscherrig, Alex Dipietro Eric Cattaneo, Sébastien Duc |

| 9 mars 2023 | HC Lugano | 2-0 (0-0, 1-0, 1-0) | HC Fribourg-Gottéron | Cornèr Arena 6 110 spectateurs |

| Feuille de match | Feuille de match                                                                       | Feuille de match | Feuille de match | Feuille de match                                                   |
| ---------------- | -------------------------------------------------------------------------------------- | ---------------- | ---------------- | ------------------------------------------------------------------ |
|                  | Josephs (Morini, Carr) — 34 min 42 s (SN) Granlund (Bennett, Müller) — 59 min 7 s (CV) | 1-0 2-0          |                  | Arbitrage : Mark Lemelin, Ken Mollard David Obwegeser, Nathy Burgy |
| Koskinen         | Gardiens                                                                               | Berra            |                  | Arbitrage : Mark Lemelin, Ken Mollard David Obwegeser, Nathy Burgy |
| 4 min            | Pénalités                                                                              | 4 min            |                  | Arbitrage : Mark Lemelin, Ken Mollard David Obwegeser, Nathy Burgy |
| 31               | Tirs                                                                                   | 25               |                  | Arbitrage : Mark Lemelin, Ken Mollard David Obwegeser, Nathy Burgy |

##### CP Berne - EHC Kloten
Le 7 mars 2023 a lieu la première confrontation entre Berne et Kloten, à Berne. Lors de la 11e minute, Tristan Scherwey reçoit une double pénalité pour un coup de crosse donné à un adversaire en regagnant son banc. Kloten, à 5 contre 3, en profite pour ouvrir la marque par Arttu Ruotsalainen.Cinq minutes plus tard, Berne revient par Tyler Ennis. La suite du match est un récital de la part de Berne qui s'impose sur le score net de 5-1. les autres buteurs pour Berne sont : Dominik Kahun (23e minute), Simon Moser (29e minute), Colton Sceviour (51e minute) et Tristan Scherwey (53e minute).
Le 9 mars 2023 se déroule la deuxième rencontre, à Kloten. L'EHC Kloten s'impose 4-1, avec des réussites de David Reinbacher, de Jonathan Ang, de Axel Simic et de Dario Meyer. Seul Kahun parvient à déjouer Juha Metsola pour Berne.
Le 11 mars 2023 se dispute le dernier match pour désigner le vainqueur de cette série, à Berne. le CP Berne ne laisse aucune chance à Kloten, Philip Wüthrich réussissant un blanchissage dans une victoire 5-0.Les buteurs bernois sont : Romain Loeffel (21e minute), Thierry Bader (23e minute), Colton Sceviour (57e minute), Christopher DiDomenico (57e minute) et Benjamin Baumgartner (58e minute).
| 7 mars 2023 | CP Berne | 5-1 (1-1, 2-0, 2-0) | EHC Kloten | PostFinance Arena 14 824 spectateurs |

| Feuille de match | Feuille de match | Feuille de match        | Feuille de match                                               | Feuille de match                                                            |
| ---------------- | --- | ----------------------- | -------------------------------------------------------------- | --------------------------------------------------------------------------- |
|                  | Ennis (Sceviour, Kahun) — 16 min 44 s Kahun (Ennis) — 23 min 2 s Moser (Ennis, Henauer) — 29 min 51 s (SN) Sceviour (Lindberg, DiDomenico) — 51 min 2 s (SN) Scherwey (Henauer, Moser) — 53 min 46 s (SN) | 0-1 1-1 2-1 3-1 4-1 5-1 | Ruotsalainen (Aaltonen, Ekeståhl Jonsson) — 11 min 25 s (2 SN) | Arbitrage : Miroslav Stolc, Stefan Hürlimann Zach Steenstra, Valentin Meusy |
| Wüthrich         | Gardiens | Metsola                 |                                                                | Arbitrage : Miroslav Stolc, Stefan Hürlimann Zach Steenstra, Valentin Meusy |
| 14 min           | Pénalités | 35 min                  |                                                                | Arbitrage : Miroslav Stolc, Stefan Hürlimann Zach Steenstra, Valentin Meusy |
| 38               | Tirs | 28                      |                                                                | Arbitrage : Miroslav Stolc, Stefan Hürlimann Zach Steenstra, Valentin Meusy |

| 9 mars 2023 | EHC Kloten | 4-1 (0-0, 2-1, 2-0) | CP Berne | Stimo arena 7 135 spectateurs |

| Feuille de match | Feuille de match | Feuille de match    | Feuille de match                    | Feuille de match                                                                |
| ---------------- | --- | ------------------- | ----------------------------------- | ------------------------------------------------------------------------------- |
|                  | Reinbacher (Meyer, Ramel) — 23 min 8 s (SN) Ang (Aaltonen, Ekeståhl Jonsson) — 23 min 59 s (SN) Simic (Bougro, Reinbacher) — 49 min 24 s Meyer — 58 min 5 s (SN + CV) | 1-0 2-0 2-1 3-1 4-1 | Kahun (Lindberg) — 28 min 58 s (SN) | Arbitrage : Daniel Piechaczek, Micha Hebeisen Dominik Schlegel, Matthias Kehrli |
| Metsola          | Gardiens | Wüthrich            |                                     | Arbitrage : Daniel Piechaczek, Micha Hebeisen Dominik Schlegel, Matthias Kehrli |
| 16 min           | Pénalités | 19 min              |                                     | Arbitrage : Daniel Piechaczek, Micha Hebeisen Dominik Schlegel, Matthias Kehrli |
| 21               | Tirs | 31                  |                                     | Arbitrage : Daniel Piechaczek, Micha Hebeisen Dominik Schlegel, Matthias Kehrli |

| 11 mars 2023 | CP Berne | 5-0 (0-0, 2-0, 3-0) | EHC Kloten | PostFinance Arena 17 031 spectateurs |

| Feuille de match | Feuille de match | Feuille de match    | Feuille de match | Feuille de match                                                    |
| ---------------- | --- | ------------------- | ---------------- | ------------------------------------------------------------------- |
|                  | Loeffel (Lindberg, Sceviour) — 21 min 15 s Bader (Loeffel) — 23 min 8 s Sceviour (Teves) — 57 min 3 s (CV) DiDomenico (Vermin, Sceviour) — 57 min 50 s (CV) Baumgartner (Brügger) — 58 min 17 s (CV) | 1-0 2-0 3-0 4-0 5-0 |                  | Arbitrage : Cedric Borga, Marc Wiegand Dario Fuchs, Michael Stalder |
| Wüthrich         | Gardiens | Metsola             |                  | Arbitrage : Cedric Borga, Marc Wiegand Dario Fuchs, Michael Stalder |
| 4 min            | Pénalités | 14 min              |                  | Arbitrage : Cedric Borga, Marc Wiegand Dario Fuchs, Michael Stalder |
| 34               | Tirs | 20                  |                  | Arbitrage : Cedric Borga, Marc Wiegand Dario Fuchs, Michael Stalder |

#### Quarts de finale

##### Genève-Servette HC - HC Lugano
Le 14 mars 2023 a lieu la première confrontation entre Genève et Lugano, à Genève. Durant le premier tiers, très engagé, quatre pénalités sont distribuées par les arbitres. À la 11e minute, profitant de son deuxième avantage numérique, Calle Andersson ouvre le score pour Lugano. La réplique servetienne survient deux minutes plus tard par la crosse de Roger Karrer, en avantage numérique également. Lors de la 18e minute, Teemu Hartikainen permets aux Genevois de rentrer au vestiaire avec une avance d'un but. Durant le deuxième tiers-temps, les deux équipes maintiennent un jeu très physique, forçant les arbitres à continuer de siffler des pénalités. Daniel Carr crée l'égalité à la 29e minute. Le dernier tiers voit les servetiens prendre l'avantage en moins de 30 secondes par Valtteri Filppula (à la 40e minute) et Marco Miranda (à la 41e minute). Le but de Calvin Thürkauf ne change rien au résultat, car Hartikainen et Karrer inscrivent chacun un doublé, permettant à Genève de s'imposer 6-3. Les arbitres ont dû distribuer 32 minutes de pénalités.
Le 16 mars 2023 se déroule la deuxième rencontre, à Lugano. Genève se déplace sans son capitaine, Noah Rod, blessé et son meilleur défenseur, Henrik Tömmernes, malade. Malgré de bonnes chances de marquer, Genève s'incline 0-2 face à Lugano. Les réussites luganaises sont inscrites par Andersson (31e minute) et Carr (52e minute).
Le 18 mars 2023 se dispute le troisième match, à Genève. Tömmernes est de retour dans les rangs genevois, alors que Markus Granlund est lui malade pour Lugano. Durant la 14e minute, Samuel Guerra et Marco Müller commettent coup sur coup des irrégularités, offrant une double supériorité numérique aux Genevois. Sami Vatanen en profite pour ouvrier la marque 4 secondes après que Guerra rejoigne ses coéquipiers sur la glace. Une minute plus tard, Carr inscrit un 3e but en autant de matchs, permettant aux Luganais de rentrer au vestiaire à égalité numérique. Lors de la 35e minute, Lugano prend l'avantage par Kris Bennett. À deux minutes de la fin du temps réglementaire, Jan Cadieux, l'entraîneur servettien, tente le tout pour le tout sur un engagement en zone offensive. Il sort son gardien, Gauthier Descloux pour placer un 6e joueur de champs sur la glace. Il est récompensé par le biais d'Hartikainen qui inscrit son deuxième but dans cette série à peine 2 secondes plus tard. Il faut attendre la 114e minute pour connaître le résultat de ce match. Marc-Antoine Pouliot inscrit le but qui libère Genève. Luca Gianinazzi, l'entraîneur luganais, demande son coach challenge pour la forme et le but est bien validé par les officiels. La frustration de ces joueurs est bien visible, Julian Walker écope de 20 minutes de pénalité pour une conduite antisportive envers les arbitres. Ayant dirigé 63 tirs vers le gardien Mikko Koskinen, contre 27 dirigés vers Descloux et n'ayant commis que 4 irrégularités (8 minutes) contre les 40 minutes données à Lugano, les Servettiens ont pris l'avantage sur leur adversaire.
Le 21 mars 2023 se joue la quatrième partie, à Lugano. Descloux cède sa place dans la cage genevoise à l'expérimenté Robert Mayer. Linus Omark frappe dès la 2e minute pour donner l'avantage à Genève. Guerra permet aux Luganais de revenir au score lors de la 11e minute. La suite du match va être rythmée par les différents jeux de puissance, 34 minutes de pénalité au total sont données par les arbitres. La décision pour cette partie ne peut se faire durant le temps réglementaire. 69 secondes après avoir débuté les prolongations, Luca Fazzini permet à Lugano de revenir à égalité avec Servette.
Le 24 mars 2023 a lieu le cinquième affrontement, à Genève. Deux joueurs réintègrent leur effectif respectif, Mark Arcobello pour Lugano et Simon Le Coultre pour Genève. Le retour de ce dernier est une belle surprise, car ce dernier a subi une ablation d'un rein en janvier et n'était pas censé pouvoir revenir au jeu cette saison. Pour fêter son retour, il a même inscrit le 3-0 à la 39e minute. Genève s'impose finalement 5-1, les deux autres grands artisans de cette victoire sont Miranda et Daniel Winnik, obtenant chacun un but et deux aides.
Le 26 mars 2023 se déroule la sixième manche, à Lugano.Les servettiens partent tout de suite à l'assaut de la cage défendue par Koskinen. Richard à la 3e minute ouvre la marque et dix minutes plus tard, Josh Jooris double la mise. Durant le deuxième tiers, Hartikainen donne 3 longueurs d'avance à Genève à la 28e minute. Thürkauf (37e minute) et Carr (53e minute) donnent une lueur d'espoir aux supporters Luganais. Tanner inscrit le 4-2 dans la dernière minute de jeu. Alors qu'il reste 26 secondes de jeu, Mayer dégage depuis son camp et scelle le score de la rencontre, 5-2. Il est le 3e gardien de l'ère moderne des playoffs à inscrire un but, après Ari Sulander en 2002-2003 et Marco Bührer en 2006-2007.
| 14 mars 2023 | Genève-Servette HC | 6-3 (2-1, 0-1, 4-1) | HC Lugano | Patinoire des Vernets 6 102 spectateurs |

| Feuille de match | Feuille de match | Feuille de match                    | Feuille de match | Feuille de match                                                              |
| ---------------- | --- | ----------------------------------- | --- | ----------------------------------------------------------------------------- |
|                  | Karrer (Richard) — 13 min 27 s Hartikainen — 18 min 24 s Filppula (Tömmernes, Winnik) — 40 min 47 s Miranda (Richard, Vatanen) — 41 min 15 s Hartikainen (Vatanen, Tömmernes) — 52 min 12 s (SN) Karrer — 59 min 58 s () | 0-1 1-1 2-1 2-2 3-2 4-2 5-2 5-3 6-3 | Andersson (Granlund, Thürkauf) — 11 min 43 s Carr (Riva, Herburger) — 29 min 31 s Thürkauf (Carr, Klok) — 55 min 19 s | Arbitrage : Daniel Stricker, Pascal Hungerbühler David Obwegeser, Nathy Burgy |
| Descloux         | Gardiens | Koskinen                            | | Arbitrage : Daniel Stricker, Pascal Hungerbühler David Obwegeser, Nathy Burgy |
| 14 min           | Pénalités | 18 min                              | | Arbitrage : Daniel Stricker, Pascal Hungerbühler David Obwegeser, Nathy Burgy |
| 38               | Tirs | 23                                  | | Arbitrage : Daniel Stricker, Pascal Hungerbühler David Obwegeser, Nathy Burgy |

| 16 mars 2023 | HC Lugano | 2-0 (0-0, 1-0, 1-0) | Genève-Servette HC | Cornèr Arena 5 242 spectateurs |

| Feuille de match | Feuille de match                                                               | Feuille de match | Feuille de match | Feuille de match                                                         |
| ---------------- | ------------------------------------------------------------------------------ | ---------------- | ---------------- | ------------------------------------------------------------------------ |
|                  | Andersson (Zanetti, Thürkauf) — 31 min 13 s Carr (Zanetti, Klok) — 52 min 20 s | 1-0 2-0          |                  | Arbitrage : Miroslav Stolc, Stefan Hürlimann Dario Fuchs, Sandro Gurtner |
| Koskinen         | Gardiens                                                                       | Descloux         |                  | Arbitrage : Miroslav Stolc, Stefan Hürlimann Dario Fuchs, Sandro Gurtner |
| 6 min            | Pénalités                                                                      | 10 min           |                  | Arbitrage : Miroslav Stolc, Stefan Hürlimann Dario Fuchs, Sandro Gurtner |
| 25               | Tirs                                                                           | 33               |                  | Arbitrage : Miroslav Stolc, Stefan Hürlimann Dario Fuchs, Sandro Gurtner |

| 18 mars 2023 | Genève-Servette HC | 6-3 (1-1, 0-1, 1-0, 0-0, 0-0, 1-0) | HC Lugano | Patinoire des Vernets 7 135 spectateurs |

| Feuille de match | Feuille de match | Feuille de match    | Feuille de match                                                        | Feuille de match                                                            |
| ---------------- | --- | ------------------- | ----------------------------------------------------------------------- | --------------------------------------------------------------------------- |
|                  | Vatanen (Omark, Hartikainen) — 16 min 41 s (SN) Hartikainen (Filppula, Vatanen) — 58 min 41 s Pouliot (Richard, Karrer) — 114 min 6 s (SN) | 1-0 1-1 1-2 2-2 3-2 | Carr (Thürkauf, Zanetti) — 17 min 49 s Bennett (Thürkauf) — 35 min 36 s | Arbitrage : Micha Hebeisen, Mikko Kaukokari Michael Stalder, Valentin Meusy |
| Descloux         | Gardiens | Koskinen            |                                                                         | Arbitrage : Micha Hebeisen, Mikko Kaukokari Michael Stalder, Valentin Meusy |
| 8 min            | Pénalités | 40 min              |                                                                         | Arbitrage : Micha Hebeisen, Mikko Kaukokari Michael Stalder, Valentin Meusy |
| 63               | Tirs | 27                  |                                                                         | Arbitrage : Micha Hebeisen, Mikko Kaukokari Michael Stalder, Valentin Meusy |

| 21 mars 2023 | HC Lugano | 2-1 (1-1, 0-0, 0-0, 1-0) | Genève-Servette HC | Cornèr Arena 5 609 spectateurs |

| Feuille de match | Feuille de match                                                         | Feuille de match | Feuille de match   | Feuille de match                                                    |
| ---------------- | ------------------------------------------------------------------------ | ---------------- | ------------------ | ------------------------------------------------------------------- |
|                  | Guerra (Gerber) — 11 min 27 s Fazzini (Granlund, Andersson) — 61 min 9 s | 0-1 1-1 2-1      | Omark — 2 min 13 s | Arbitrage : Marc Wiegand, Cedric Borga David Obwegeser, Nathy Burgy |
| Koskinen         | Gardiens                                                                 | Mayer            |                    | Arbitrage : Marc Wiegand, Cedric Borga David Obwegeser, Nathy Burgy |
| 14 min           | Pénalités                                                                | 20 min           |                    | Arbitrage : Marc Wiegand, Cedric Borga David Obwegeser, Nathy Burgy |
| 35               | Tirs                                                                     | 38               |                    | Arbitrage : Marc Wiegand, Cedric Borga David Obwegeser, Nathy Burgy |

| 24 mars 2023 | Genève-Servette HC | 5-1 (1-0, 2-0, 2-1) | HC Lugano | Patinoire des Vernets 7 135 spectateurs |

| Feuille de match | Feuille de match | Feuille de match        | Feuille de match                             | Feuille de match                                                              |
| ---------------- | --- | ----------------------- | -------------------------------------------- | ----------------------------------------------------------------------------- |
|                  | Winnik (Miranda, Filppula) — 7 min 48 s Tömmernes (Richard) — 28 min 57 s Le Coultre (Winnik, Filppula) — 38 min 34 s Miranda (Winnik, Le Coultre) — 48 min 53 s Richard (Miranda) — 51 min 55 s (IN) | 1-0 2-0 3-0 3-1 4-1 5-1 | Thürkauf (Carr, Granlund) — 46 min 38 s (SN) | Arbitrage : Daniel Stricker, Pascal Hungerbühler Eric Cattaneo, Sébastien Duc |
| Mayer            | Gardiens | Koskinen                |                                              | Arbitrage : Daniel Stricker, Pascal Hungerbühler Eric Cattaneo, Sébastien Duc |
| 8 min            | Pénalités | 15 min                  |                                              | Arbitrage : Daniel Stricker, Pascal Hungerbühler Eric Cattaneo, Sébastien Duc |
| 38               | Tirs | 20                      |                                              | Arbitrage : Daniel Stricker, Pascal Hungerbühler Eric Cattaneo, Sébastien Duc |

| 26 mars 2023 | HC Lugano | 2-5 (0-2, 1-1, 1-2) | Genève-Servette HC | Cornèr Arena 6 420 spectateurs |

| Feuille de match | Feuille de match | Feuille de match            | Feuille de match                                                                      | Feuille de match                                                                 |
| ---------------- | --- | --------------------------- | ------------------------------------------------------------------------------------- | -------------------------------------------------------------------------------- |
|                  | Richard (Le Coultre, Praplan) — 3 min 46 s Jooris (Omark, Maurer) — 13 min 40 s Hartikainen (Le Coultre, Omark) — 28 min 51 s Richard (Winnik, Maurer) — 59 min 18 s (CV) Mayer — 59 min 34 s (CV) | 0-1 0-2 0-3 1-3 2-3 2-4 2-5 | Thürkauf (Arcobello, Granlund) — 37 min 21 s (SN) Carr (Klok, Granlund) — 55 min 23 s | Arbitrage : Daniel Piechaczek, Michael Tscherrig Dominik Altmann, Valentin Meusy |
| Koskinen         | Gardiens | Mayer                       |                                                                                       | Arbitrage : Daniel Piechaczek, Michael Tscherrig Dominik Altmann, Valentin Meusy |
| 4 min            | Pénalités | 4 min                       |                                                                                       | Arbitrage : Daniel Piechaczek, Michael Tscherrig Dominik Altmann, Valentin Meusy |
| 33               | Tirs | 24                          |                                                                                       | Arbitrage : Daniel Piechaczek, Michael Tscherrig Dominik Altmann, Valentin Meusy |

##### SC Rapperswil-Jona Lakers - EV Zoug
Le 15 mars 2023 a lieu la première confrontation entre Rapperswil et Zoug, à Rapperswil. Zoug commet une erreur grossière laissant Roman Červenka se présenter seul devant Leonardo Genoni. Il ouvre donc le score à la 3e minute. De retour de blessure, Grégory Hofmann inscrit deux buts pour Zoug (9e et 55e minutes). Entre deux, Lino Martschini inscrit également un doublé, en supériorité numérique (16e et 34e minutes). La réduction du score par Leandro Profico à la 39e minute ne va rien changé. Zoug finit par s'imposer 5-2, Reto Suri inscrivant encore un but dans la cage vide en fin de rencontre. On peut également relever les 25 minutes de pénalités de Dario Allenspach, reçue pour une charge à la tête.
Le 17 mars 2023 se déroule la deuxième rencontre, à Zoug. Rapperswil est bien décidé à ramener la série à égalité et démarre très fort la rencontre. Ses efforts sont récompensés à la 7e minute, lorsque Jeremy Wick bat Genoni. Très opportuniste, Suri parvient à remettre les deux équipes à égalité à la 15e minute. Il ne faut que 56 secondes à Andrew Rowe dans le deuxième tiers pour tromper le portier zougois. À la 57e minute, Zoug parvient à revenir au score, d'un tir puissant de son défenseur, Tobias Geisser. Une minute plus tard, il adresse à nouveau un tir en direction de la cage défendue par Melvin Nyffeler. Ce tir est dévié par Fabrice Herzog et permet à Zoug de remporter cette rencontre 4-3.
Le 19 mars 2023 se dispute le troisième match, à Rapperswil. Il ne faut que 18 secondes à ce match pour voir 3 joueurs rejoindre le banc des pénalités, Suri pour Zoug, ainsi que Červenka et Fabian Maier pour Rapperswil. Dario Simion en profite pour ouvrir la marque pour Zoug en supériorité numérique. Peu avant la première pause, Wick débloque le compteur pour Rapperswill. Lors du début du deuxième tiers, Christian Djoos est exclu du match pour un coup de crosse. Lors de cette supériorité numérique, Yannick-Lennart Albrecht complète un jeu de Maxim Noreau et de Červenka pour inscrire le 2-1. Deux buts inscrits par Sandro Forrer et Pontus Åberg, lors du dernier tiers permettent à Rapperswil de remporter cette rencontre sur le score de 4-1.
Le 22 mars 2023 se joue la quatrième partie, à Zoug. Hofmann permet aux Zougois de rentrer au vestiaire avec une longueur d'avance lors de la première pause. Le deuxième but de cette partie survient relativement tard, à la 51e minute par Simion. Justin Abdelkader scelle le score lorsqu'il inscrit un but dans la cage vide 5 minutes plus tard. Zoug est à un match de se qualifier pour les demi-finales.
Le 24 mars 2023 a lieu le cinquième affrontement, à Rapperswil.
Il ressemble étrangement au dernier match s'étant déroulé dans cette patinoire : Zoug ouvre la marque par Sven Leuenberger à la 10e minute et finit par s'incliner 4-1 face à son adversaire. Les réussites de Rapperswil sont  réalisées par Gian-Marco Wetter (25e minute), Albrecht (30e minute), Dominic Lammer (51e minute) et Rowe (58e minute).
Le 26 mars 2023 se déroule la sixième manche, à Zoug. À 14 secondes de la première pause, Brian O'Neill trouve la faille pour battre Nyffeler. Albrecht permet à Rapperswil d'y croire, lorsqu'il égalise à la 27e minute. Simion se charge d'inscrire le 2-1 à la 49e minute. Dans les derniers instants lorsque Rapperswil joue le tout pour le tout, Zoug en profite pour inscrire encore deux autres buts dans la cage vide, par Herzog et Simion.
| 15 mars 2023 | SC Rapperswil-Jona Lakers | 2-5 (1-2, 1-1, 0-2) | EV Zoug | St. Galler Kantonalbank Arena 6 100 spectateurs |

| Feuille de match | Feuille de match                                  | Feuille de match            | Feuille de match | Feuille de match                                                                  |
| ---------------- | ------------------------------------------------- | --------------------------- | --- | --------------------------------------------------------------------------------- |
|                  | Červenka — 3 min 17 s Profico (Moy) — 39 min 36 s | 1-0 1-1 1-2 1-3 2-3 2-4 2-5 | Hofmann (Djoos) — 9 min 7 s Martschini (Kovář, Djoos) — 16 min 14 s (SN) Martschini (Kovář, Simion) — 34 min 32 s (SN) Hofmann — 55 min 20 s Suri (Kovář) — 57 min 29 s (CV) | Arbitrage : Daniel Piechaczek, Lukas Kohlmüller Dominik Schlegel, Matthias Kehrli |
| Nyffeler         | Gardiens                                          | Genoni                      | | Arbitrage : Daniel Piechaczek, Lukas Kohlmüller Dominik Schlegel, Matthias Kehrli |
| 8 min            | Pénalités                                         | 31 min                      | | Arbitrage : Daniel Piechaczek, Lukas Kohlmüller Dominik Schlegel, Matthias Kehrli |
| 43               | Tirs                                              | 19                          | | Arbitrage : Daniel Piechaczek, Lukas Kohlmüller Dominik Schlegel, Matthias Kehrli |

| 17 mars 2023 | EV Zoug | 4-3 (1-1, 1-2, 2-0) | SC Rapperswil-Jona Lakers | Bossard Arena 7 200 spectateurs |

| Feuille de match | Feuille de match | Feuille de match            | Feuille de match                                                                              | Feuille de match                                                      |
| ---------------- | --- | --------------------------- | --------------------------------------------------------------------------------------------- | --------------------------------------------------------------------- |
|                  | Suri (Leuenberger) — 13 min 36 s Klingberg (Geisser, Herzog) — 30 min 47 s Geisser (O'Neill, Kreis) — 57 min 20 s Herzog (Geisser, Djoos) — 58 min 51 s | 0-1 1-1 1-2 2-2 2-3 3-3 4-3 | Wick (Eggenberger, Dünner) — 7 min 49 s Rowe — 20 min 56 s Wetter (Lammer) — 37 min 36 s (IN) | Arbitrage : Mark Lemelin, Ken Mollard Dominik Altmann, Georges Huguet |
| Genoni           | Gardiens | Nyffeler                    |                                                                                               | Arbitrage : Mark Lemelin, Ken Mollard Dominik Altmann, Georges Huguet |
| 12 min           | Pénalités | 10 min                      |                                                                                               | Arbitrage : Mark Lemelin, Ken Mollard Dominik Altmann, Georges Huguet |
| 25               | Tirs | 36                          |                                                                                               | Arbitrage : Mark Lemelin, Ken Mollard Dominik Altmann, Georges Huguet |

| 19 mars 2023 | SC Rapperswil-Jona Lakers | 4-1 (1-1, 1-0, 2-0) | EV Zoug | St. Galler Kantonalbank Arena 6 100 spectateurs |

| Feuille de match | Feuille de match | Feuille de match    | Feuille de match                                  | Feuille de match                                                   |
| ---------------- | --- | ------------------- | ------------------------------------------------- | ------------------------------------------------------------------ |
|                  | Wick (Baragano, Jordán) — 17 min 58 s Albrecht (Noreau, Červenka) — 27 min 24 s (SN) Forrer (Profico, Wick) — 44 min 32 s Åberg (Červenka, Rowe) — 55 min 54 s | 0-1 1-1 2-1 3-1 4-1 | Simion (Abdelkader, Martschini) — 1 min 56 s (SN) | Arbitrage : Marc Wiegand, Cedric Borga Thomas Wolf, Aurélien Urfer |
| Nyffeler         | Gardiens | Genoni              |                                                   | Arbitrage : Marc Wiegand, Cedric Borga Thomas Wolf, Aurélien Urfer |
| 6 min            | Pénalités | 33 min              |                                                   | Arbitrage : Marc Wiegand, Cedric Borga Thomas Wolf, Aurélien Urfer |
| 33               | Tirs | 27                  |                                                   | Arbitrage : Marc Wiegand, Cedric Borga Thomas Wolf, Aurélien Urfer |

| 22 mars 2023 | EV Zoug | 3-0 (1-0, 0-0, 2-0) | SC Rapperswil-Jona Lakers | Bossard Arena 7 200 spectateurs |

| Feuille de match | Feuille de match | Feuille de match | Feuille de match | Feuille de match                                                              |
| ---------------- | --- | ---------------- | ---------------- | ----------------------------------------------------------------------------- |
|                  | Hofmann (Simion, Schlumpf) — 18 min 56 s Simion (Abdelkader, Kovář) — 51 min 8 s (SN) Abdelkader (Simion) — 56 min 54 s (CV) | 1-0 2-0 3-0      |                  | Arbitrage : Micha Hebeisen, Mikko Kaukokari Dominik Schlegel, Matthias Kehrli |
| Genoni           | Gardiens | Nyffeler         |                  | Arbitrage : Micha Hebeisen, Mikko Kaukokari Dominik Schlegel, Matthias Kehrli |
| 8 min            | Pénalités | 8 min            |                  | Arbitrage : Micha Hebeisen, Mikko Kaukokari Dominik Schlegel, Matthias Kehrli |
| 25               | Tirs | 22               |                  | Arbitrage : Micha Hebeisen, Mikko Kaukokari Dominik Schlegel, Matthias Kehrli |

| 24 mars 2023 | SC Rapperswil-Jona Lakers | 4-1 (0-1, 2-0, 2-0) | EV Zoug | St. Galler Kantonalbank Arena 6 100 spectateurs |

| Feuille de match | Feuille de match | Feuille de match    | Feuille de match                   | Feuille de match                                                      |
| ---------------- | --- | ------------------- | ---------------------------------- | --------------------------------------------------------------------- |
|                  | Wetter (Albrecht) — 25 min 47 s Albrecht (Schroeder, Moy) — 30 min 35 s (SN) Lammer (Schroeder, Aebischer) — 51 min 45 s Rowe (Wick) — 58 min 28 s (CV) | 0-1 1-1 2-1 3-1 4-1 | Leuenberger (Herzog) — 10 min 43 s | Arbitrage : Mark Lemelin, Ken Mollard Dominik Altmann, Georges Huguet |
| Nyffeler         | Gardiens | Genoni              |                                    | Arbitrage : Mark Lemelin, Ken Mollard Dominik Altmann, Georges Huguet |
| 10 min           | Pénalités | 14 min              |                                    | Arbitrage : Mark Lemelin, Ken Mollard Dominik Altmann, Georges Huguet |
| 33               | Tirs | 18                  |                                    | Arbitrage : Mark Lemelin, Ken Mollard Dominik Altmann, Georges Huguet |

| 26 mars 2023 | EV Zoug | 4-1 (1-0, 0-1, 3-0) | SC Rapperswil-Jona Lakers | Bossard Arena 7 200 spectateurs |

| Feuille de match | Feuille de match | Feuille de match    | Feuille de match                            | Feuille de match                                                        |
| ---------------- | --- | ------------------- | ------------------------------------------- | ----------------------------------------------------------------------- |
|                  | O'Neill (Geisser, Herzog) — 19 min 46 s Simion (Kreis) — 49 min 54 s Herzog (Hansson) — 58 min 56 s (CV) Simion — 59 min 50 s (CV) | 1-0 1-1 2-1 3-1 4-1 | Albrecht (Vouardoux, Zangger) — 27 min 30 s | Arbitrage : Daniel Stricker, Micha Hebeisen Thomas Wolf, Aurélien Urfer |
| Genoni           | Gardiens | Nyffeler            |                                             | Arbitrage : Daniel Stricker, Micha Hebeisen Thomas Wolf, Aurélien Urfer |
| 8 min            | Pénalités | 4 min               |                                             | Arbitrage : Daniel Stricker, Micha Hebeisen Thomas Wolf, Aurélien Urfer |
| 22               | Tirs | 34                  |                                             | Arbitrage : Daniel Stricker, Micha Hebeisen Thomas Wolf, Aurélien Urfer |

##### HC Bienne - CP Berne
Le 14 mars 2023 a lieu la première confrontation entre Bienne et Berne, à Bienne. Lors de la 3e minute, Viktor Lööv reçoit deux minutes de pénalité pour un crosscheck. Lors de l'engagement, les Bernois perdent le puck et il suffit de 7 secondes à Robin Grossmann pour déjouer Wütrich et inscrire un but en infériorité numérique. En deuxième période, Jesper Olofsson profite d'une mauvaise relance de Mika Henauer pour inscrire le 2-0. 79 secondes plus tard, Toni Rajala marque dans un angle très fermé. Résultat 3-0 pour Bienne.
Le 16 mars 2023 se dispute la deuxième rencontre, à Berne. DiDomenico ouvre tout de suite la marque lors de la première minute. Les Biennois se ressaisissent et inscrivent ensuite trois buts par Rajala (13e minute), Noah Schneeberger (14e minute) et Yannick Rathgeb (17e minute). Les Bernois ne se laissent pas abattre et inscrivent le 2-3 43 secondes plus tard par Ramon Untersander. À la 29e minute, Baumgartner n'est pas loin d'égaliser, mais son tir heurte la barre transversale. Quelques minutes plus tard, c'est Fabio Hofer qui profite de faire le break en se présentant seul face à Wütrich. En fin de rencontre, quelques bagarres ont lieu et DiDomenico et Ramon Tanner sont exclus de la rencontre.
Le 18 mars 2023 se dispute le troisième match, à Bienne. Berne domine le premier tiers, mais de manière stérile. À la 21e minute, Mike Künzle ouvre la marque pour Bienne, contre le cours du jeu. Berne réplique 14 minutes plus tard par un but de Kahun en supériorité numérique et un but de Joël Vermin. 46 secondes avant la fin du tiers-temps, Gaëtan Haas permet à Bienne de revenir au score. Au retour de la pause, il faut un peu plus de deux minutes pour que Berne reprenne l'avantage par Bader et une minute plus tard, Haas ramène à égalité Bienne une seconde fois. Durant la 48e minute, Kahun inscrit le quatrième but pour Berne. Trois minutes plus tard, les arbitres vont exclure du match Künzle pour s'être rendu coupable d'une charge par-derrière. À sept secondes du terme de la rencontre, Moser scelle le score de la rencontre en inscrivant le 3-5 dans la cage vide.
Le 21 mars 2023 se joue la quatrième partie, à Berne. Luca Cunti est le premier à ouvrir la marque à la 22e minute. Moser réagit rapidement en marquant 22 secondes plus tard. À la 36e minute, alors que Schneeberger est sur le banc des pénalités, Kahun donne une longueur d'avance à Berne. Moser se charge de marquer le troisième but bernois, signant son 21e doublé en carrière. Lors de la 54e minute, Hofer réduit le score, mais c'est insuffisant pour Bienne. Ayant eu un retard de 0-2 dans la série, les Bernois ont su se remobiliser et revenir à 2-2. L'autre mauvaise nouvelle pour Bienne est la sortie sur blessure de Damien Brunner.
Le 24 mars 2023 a lieu le cinquième affrontement, à Bienne. Il ne faut que 34 secondes à Jere Sallinen pour ouvrir la marque. 13 minutes plus tard, Tino Kessler double la mise alors que Vermin se trouve sur le banc des pénalités.Il faut attendre la 33e minute pour voir Berne marquer en supériorité numérique par Oscar Lindberg. À 16 secondes du terme du match, Rajala inscrit le but de la sécurité dans la cage vide. Bienne est à une victoire de se qualifier.
Le 26 mars 2023 se déroule la sixième manche, à Berne. Dès la 5e minute, Hofer inscrit un but pour Bienne. Il faut attendre la fin du premier tiers pour voir Kahun inscrire un but. En début de deuxième tiers, Vermin donne l'avantage à Berne. Lors du troisième tiers, Rajala, puis Elvis Schläpfer permettent à Bienne de reprendre l'avance. Loeffel remet tout le monde à égalité à la 55e minute. À deux secondes du terme de la partie, Künzle marque le goal qui élimine Berne. Pour la première fois de son histoire Bienne remporte une série face à son rival cantonal, Berne.
| 14 mars 2023 | Bienne | 3-0 (1-0, 2-0, 0-0) | Berne | Tissot Arena 6 562 spectateurs |

| Feuille de match | Feuille de match                                                                                                 | Feuille de match | Feuille de match | Feuille de match                                                         |
| ---------------- | --- | ---------------- | ---------------- | ------------------------------------------------------------------------ |
|                  | Grossmann (Rajala) — 3 min 21 s (IN) Olofsson (Hofer) — 30 min 2 s Rajala (Sallinen, Schneeberger) — 31 min 21 s | 1-0 2-0 3-0      |                  | Arbitrage : Michael Tscherrig, Alex Dipietro Dario Fuchs, Sandro Gurtner |
| Säteri           | Gardiens | Wüthrich         |                  | Arbitrage : Michael Tscherrig, Alex Dipietro Dario Fuchs, Sandro Gurtner |
| 8 min            | Pénalités | 12 min           |                  | Arbitrage : Michael Tscherrig, Alex Dipietro Dario Fuchs, Sandro Gurtner |
| 25               | Tirs | 29               |                  | Arbitrage : Michael Tscherrig, Alex Dipietro Dario Fuchs, Sandro Gurtner |

| 16 mars 2023 | Berne | 2-4 (2-3, 0-1, 0-0) | Bienne | PostFinance Arena 16 179 spectateurs |

| Feuille de match | Feuille de match                                                 | Feuille de match        | Feuille de match | Feuille de match                                                         |
| ---------------- | ---------------------------------------------------------------- | ----------------------- | --- | ------------------------------------------------------------------------ |
|                  | DiDomenico — 1 min 20 s Untersander (Kahun, Teves) — 17 min 57 s | 1-0 1-1 1-2 1-3 2-3 2-4 | Rajala — 13 min 21 s Schneeberger (Forster, Froidevaux) — 14 min 26 s Rathgeb (Sallinen, Kessler) — 17 min 14 s Hofer (Rathgeb, Säteri) — 35 min 35 s (SN) | Arbitrage : Micha Hebeisen, Mikko Kaukokari David Obwegeser, Nathy Burgy |
| Wüthrich         | Gardiens                                                         | Säteri                  | | Arbitrage : Micha Hebeisen, Mikko Kaukokari David Obwegeser, Nathy Burgy |
| 37 min           | Pénalités                                                        | 31 min                  | | Arbitrage : Micha Hebeisen, Mikko Kaukokari David Obwegeser, Nathy Burgy |
| 29               | Tirs                                                             | 24                      | | Arbitrage : Micha Hebeisen, Mikko Kaukokari David Obwegeser, Nathy Burgy |

| 18 mars 2023 | Bienne | 3-5 (0-0, 2-2, 1-3) | Berne | Tissot Arena 6 562 spectateurs |

| Feuille de match | Feuille de match                                                                                       | Feuille de match                | Feuille de match | Feuille de match                                                          |
| ---------------- | --- | ------------------------------- | --- | ------------------------------------------------------------------------- |
|                  | Künzle (Cunti, Lööv) — 21 min 48 s Haas (Olofsson, Iakovenko) — 39 min 14 s Haas (Hofer) — 43 min 30 s | 1-0 1-1 1-2 2-2 2-3 3-3 3-4 3-5 | Kahun (Untersander, DiDomenico) — 35 min 20 s (SN) Vermin (Zgraggen, Loeffel) — 35 min 58 s Bader — 42 min 26 s Kahun (Lindberg, DiDomenico) — 48 min 50 s Moser (Scherwey) — 59 min 53 s (CV) | Arbitrage : Miroslav Stolc, Stefan Hürlimann Eric Cattaneo, Sébastien Duc |
| van Pottelberghe | Gardiens                                                                                               | Wüthrich                        | | Arbitrage : Miroslav Stolc, Stefan Hürlimann Eric Cattaneo, Sébastien Duc |
| 31 min           | Pénalités                                                                                              | 6 min                           | | Arbitrage : Miroslav Stolc, Stefan Hürlimann Eric Cattaneo, Sébastien Duc |
| 30               | Tirs                                                                                                   | 33                              | | Arbitrage : Miroslav Stolc, Stefan Hürlimann Eric Cattaneo, Sébastien Duc |

| 21 mars 2023 | Berne | 3-2 (0-0, 2-1, 1-1) | Bienne | PostFinance Arena 17 031 spectateurs |

| Feuille de match | Feuille de match | Feuille de match    | Feuille de match                                                     | Feuille de match                                                             |
| ---------------- | --- | ------------------- | -------------------------------------------------------------------- | ---------------------------------------------------------------------------- |
|                  | Moser (Sceviour, Goloubef) — 22 min 27 s Kahun (DiDomenico, Untersander) — 36 min 51 s (SN) Moser (Fahrni) — 45 min 52 s | 0-1 1-1 2-1 3-1 3-2 | Cunti (Brunner, Hischier) — 22 min 5 s Hofer (Kessler) — 54 min 51 s | Arbitrage : Daniel Stricker, Pascal Hungerbühler Dario Fuchs, Sandro Gurtner |
| Wüthrich         | Gardiens | Säteri              |                                                                      | Arbitrage : Daniel Stricker, Pascal Hungerbühler Dario Fuchs, Sandro Gurtner |
| 2 min            | Pénalités | 4 min               |                                                                      | Arbitrage : Daniel Stricker, Pascal Hungerbühler Dario Fuchs, Sandro Gurtner |
| 28               | Tirs | 24                  |                                                                      | Arbitrage : Daniel Stricker, Pascal Hungerbühler Dario Fuchs, Sandro Gurtner |

| 24 mars 2023 | Bienne | 3-1 (2-0, 0-1, 1-0) | Berne | Tissot Arena 6 562 spectateurs |

| Feuille de match | Feuille de match                                                                                                 | Feuille de match | Feuille de match                                | Feuille de match                                                       |
| ---------------- | --- | ---------------- | ----------------------------------------------- | ---------------------------------------------------------------------- |
|                  | Sallinen (Rajala, Lööv) — 34 s Kessler (Iakovenko, Hischier) — 13 min 43 s (SN) Rajala (Lööv) — 59 min 44 s (CV) | 1-0 2-0 2-1 3-1  | Lindberg (Kahun, Untersander) — 33 min 1 s (SN) | Arbitrage : Marc Wiegand, Cedric Borga Michael Stalder, Valentin Meusy |
| Säteri           | Gardiens | Wüthrich         |                                                 | Arbitrage : Marc Wiegand, Cedric Borga Michael Stalder, Valentin Meusy |
| 6 min            | Pénalités | 10 min           |                                                 | Arbitrage : Marc Wiegand, Cedric Borga Michael Stalder, Valentin Meusy |
| 29               | Tirs | 34               |                                                 | Arbitrage : Marc Wiegand, Cedric Borga Michael Stalder, Valentin Meusy |

| 26 mars 2023 | Berne | 3-4 (1-1, 1-0, 1-3) | Bienne | PostFinance Arena 17 031 spectateurs |

| Feuille de match | Feuille de match | Feuille de match            | Feuille de match | Feuille de match                                                   |
| ---------------- | --- | --------------------------- | --- | ------------------------------------------------------------------ |
|                  | Kahun (Lindberg, DiDomenico) — 19 min 20 s (SN) Vermin (Bader) — 24 min 12 s Loeffel (DiDomenico, Lindberg) — 55 min 59 s | 0-1 1-1 2-1 2-2 2-3 3-3 3-4 | Hofer (Haas, Olofsson) — 5 min 36 s Rajala (Iakovenko, Säteri) — 40 min 33 s (SN) Schläpfer (Froidevaux, Delémont) — 47 min 30 s Künzle (Hischier, Cunti) — 59 min 58 s | Arbitrage : Mark Lemelin, Ken Mollard David Obwegeser, Nathy Burgy |
| Wüthrich         | Gardiens | Säteri                      | | Arbitrage : Mark Lemelin, Ken Mollard David Obwegeser, Nathy Burgy |
| 4 min            | Pénalités | 6 min                       | | Arbitrage : Mark Lemelin, Ken Mollard David Obwegeser, Nathy Burgy |
| 34               | Tirs | 25                          | | Arbitrage : Mark Lemelin, Ken Mollard David Obwegeser, Nathy Burgy |

##### ZSC Lions - HC Davos
Le 15 mars 2023 a lieu la première confrontation entre Zurich et Davos, à Zurich. Zurich prend l'avantage dès la 5e minute, d'un tir de Dean Kukan. Il faut dix minutes à Davos pour revenir à égalité par Marc Wieser. Durant le deuxième tiers, les pénalités vont coûter cher aux Davosiens. Chris Baltisberger (27e minute) et Alexandre Texier (33e minute) vont donner deux longueurs d'avance à Zurich en supériorité numérique. À la 46e minute, Juho Lammikko scelle le score 4-1 pour les Lions.
Le 17 mars 2023 se déroule la deuxième rencontre, à Davos. Pour les zurichois, le déplacement chez le Rekordmeister n'est jamais aisé. Bien qu'ils parviennent à ouvrir la marque à la 13e minute par Justin Azevedo, ils doivent céder deux fois en infériorité numérique lors de la dernière minute de jeu avant la pause, par Michael Fora (19e minute) et Matěj Stránský (39e minute). Davos a globalement toujours dominé sur sa glace et mérite amplement ce succès.
Le 19 mars 2023 se dispute le troisième match, à Zurich. Cette partie est une vraie partie de série éliminatoire, ou chaque équipe joue durement. Les arbitres distribuent 34 minutes de pénalités. L'ouverture du score se fait peu avant la première pause par Wieser. Durant le deuxième tiers, Zurich reprend la main par Texier (29e minute), Sven Andrighetto (34e minute) et Kukan (35e minute en supériorité numérique). La réduction du score à la 50e minute par Joakim Nordström est anecdotique et Davos s'incline 3-2.
Le 22 mars 2023 se joue la quatrième partie, à Davos. Zurich prend l'avantage dès la 11e minute, d'un tir de Willy Riedi. Davos revient au score à 26 secondes de la fin du deuxième tiers-temps, par Dennis Rasmussen. Nicolas Baechler se charge de redonner l'avantage à Zurich lors de la 46e minute. Alors qu'il reste 55 secondes dans le temps réglementaire, Leon Bristedt permet aux Davosiens de revenir dans le match. Il faut attendre la deuxième prolongation pour connaître le vainqueur de ce duel, Andrighetto permet à Zurich de mener 3-1 dans la série.
Le 24 mars 2023 a lieu le cinquième affrontement, à Zurich. La tension est vraiment intense dans ce match, Aaron Irving est exclu de la rencontre à la 23e minute pour une charge à la tête. Riedi libère Zurich à la 47e minute lorsqu'il bat Sandro Aeschlimann. Davos a beau jeter toutes ses forces dans les dernières minutes rien n'y fait. Zurich accède aux demi-finales.
| 15 mars 2023 | ZSC Lions | 4-1 (1-1, 2-0, 1-0) | HC Davos | Swiss Life Arena 12 000 spectateurs |

| Feuille de match | Feuille de match | Feuille de match    | Feuille de match                           | Feuille de match                                                   |
| ---------------- | --- | ------------------- | ------------------------------------------ | ------------------------------------------------------------------ |
|                  | Kukan (C. Baltisberger, Wallmark) — 4 min 59 s C. Baltisberger (Azevedo, Lehtonen) — 27 min 21 s (SN) Texier (Andrighetto, Lehtonen) — 33 min 28 s (SN) Lammikko (C. Baltisberger, Texier) — 46 min 19 s | 1-0 1-1 2-1 3-1 4-1 | Wieser (Rasmussen, Barandun) — 14 min 56 s | Arbitrage : Marc Wiegand, Cedric Borga Thomas Wolf, Aurélien Urfer |
| Hrubec           | Gardiens | Aeschlimann         |                                            | Arbitrage : Marc Wiegand, Cedric Borga Thomas Wolf, Aurélien Urfer |
| 6 min            | Pénalités | 14 min              |                                            | Arbitrage : Marc Wiegand, Cedric Borga Thomas Wolf, Aurélien Urfer |
| 26               | Tirs | 26                  |                                            | Arbitrage : Marc Wiegand, Cedric Borga Thomas Wolf, Aurélien Urfer |

| 17 mars 2023 | HC Davos | 2-1 (1-1, 1-0, 0-0) | ZSC Lions | Eisstadion Davos 6 547 spectateurs |

| Feuille de match | Feuille de match                                                              | Feuille de match | Feuille de match              | Feuille de match                                                                  |
| ---------------- | ----------------------------------------------------------------------------- | ---------------- | ----------------------------- | --------------------------------------------------------------------------------- |
|                  | Fora (Irving) — 18 min 49 s (SN) Stránský (D. Egli, Corvi) — 38 min 11 s (SN) | 0-1 1-1 2-1      | Azevedo (Kukan) — 12 min 54 s | Arbitrage : Daniel Piechaczek, Lukas Kohlmüller Dominik Schlegel, Matthias Kehrli |
| Aeschlimann      | Gardiens                                                                      | Hrubec           |                               | Arbitrage : Daniel Piechaczek, Lukas Kohlmüller Dominik Schlegel, Matthias Kehrli |
| 4 min            | Pénalités                                                                     | 10 min           |                               | Arbitrage : Daniel Piechaczek, Lukas Kohlmüller Dominik Schlegel, Matthias Kehrli |
| 36               | Tirs                                                                          | 26               |                               | Arbitrage : Daniel Piechaczek, Lukas Kohlmüller Dominik Schlegel, Matthias Kehrli |

| 19 mars 2023 | ZSC Lions | 3-2 (0-1, 3-0, 0-1) | HC Davos | Swiss Life Arena 12 000 spectateurs |

| Feuille de match | Feuille de match | Feuille de match    | Feuille de match                                                                            | Feuille de match                                                      |
| ---------------- | --- | ------------------- | ------------------------------------------------------------------------------------------- | --------------------------------------------------------------------- |
|                  | Texier (P. Baltisberger, Lammikko) — 29 min 32 s Andrighetto (Lehtonen, Azevedo) — 34 min 34 s Kukan (Weber) — 35 min 22 s (SN) | 0-1 1-1 2-1 3-1 3-2 | Wieser (Rasmussen, Dahlbeck) — 19 min 10 s Nordström (D. Egli, Stránský) — 50 min 29 s (SN) | Arbitrage : Mark Lemelin, Ken Mollard Dominik Altmann, Georges Huguet |
| Hrubec           | Gardiens | Aeschlimann         |                                                                                             | Arbitrage : Mark Lemelin, Ken Mollard Dominik Altmann, Georges Huguet |
| 14 min           | Pénalités | 20 min              |                                                                                             | Arbitrage : Mark Lemelin, Ken Mollard Dominik Altmann, Georges Huguet |
| 31               | Tirs | 27                  |                                                                                             | Arbitrage : Mark Lemelin, Ken Mollard Dominik Altmann, Georges Huguet |

| 22 mars 2023 | HC Davos | 2-3 (0-1, 1-0, 1-1, 0-1) | ZSC Lions | Eisstadion Davos 6 547 spectateurs |

| Feuille de match | Feuille de match                                                                   | Feuille de match    | Feuille de match                                                                                         | Feuille de match                                                         |
| ---------------- | ---------------------------------------------------------------------------------- | ------------------- | --- | ------------------------------------------------------------------------ |
|                  | Rasmussen (Corvi, D. Egli) — 39 min 34 s (SN) Bristedt (Fora, Irving) — 59 min 5 s | 0-1 1-1 2-1 2-2 2-3 | Riedi (Kukan) — 11 min 45 s Baechler (Sigrist, Azevedo) — 46 min 8 s Andrighetto (Azevedo) — 84 min 15 s | Arbitrage : Miroslav Stolc, Stefan Hürlimann Thomas Wolf, Aurélien Urfer |
| Aeschlimann      | Gardiens                                                                           | Hrubec              | | Arbitrage : Miroslav Stolc, Stefan Hürlimann Thomas Wolf, Aurélien Urfer |
| 8 min            | Pénalités                                                                          | 10 min              | | Arbitrage : Miroslav Stolc, Stefan Hürlimann Thomas Wolf, Aurélien Urfer |
| 53               | Tirs                                                                               | 44                  | | Arbitrage : Miroslav Stolc, Stefan Hürlimann Thomas Wolf, Aurélien Urfer |

| 24 mars 2023 | ZSC Lions | 1-0 (0-0, 0-0, 0-0) | HC Davos | Swiss Life Arena 12 000 spectateurs |

| Feuille de match | Feuille de match                         | Feuille de match | Feuille de match | Feuille de match                                                              |
| ---------------- | ---------------------------------------- | ---------------- | ---------------- | ----------------------------------------------------------------------------- |
|                  | Riedi (Marti, Andrighetto) — 47 min 44 s | 1-0              |                  | Arbitrage : Micha Hebeisen, Mikko Kaukokari Dominik Schlegel, Matthias Kehrli |
| Hrubec           | Gardiens                                 | Aeschlimann      |                  | Arbitrage : Micha Hebeisen, Mikko Kaukokari Dominik Schlegel, Matthias Kehrli |
| 8 min            | Pénalités                                | 33 min           |                  | Arbitrage : Micha Hebeisen, Mikko Kaukokari Dominik Schlegel, Matthias Kehrli |
| 25               | Tirs                                     | 27               |                  | Arbitrage : Micha Hebeisen, Mikko Kaukokari Dominik Schlegel, Matthias Kehrli |

#### Demi-finales

##### Genève-Servette HC - EV Zoug
Le 31 mars 2023 a lieu la première confrontation entre , à Genève. Zoug se déplace sans plusieurs joueurs importants, Abdelkader, Suri et Yannick Zehnder sont tous les trois malades. En début de deuxième tiers, Martschini inscrit le premier but, pour Zoug. Il faut attendre la 41e minute par Vincent Praplan et la 45e minute par Omark pour voir Genève renverser la situation. À une seconde d’un terme de la rencontre, Karrer marque dans le but vide. Ce match très serré aurait pu basculer d'un côté comme d'un autre, les deux gardiens, Mayer et Genoni, ont réalisé beaucoup d'arrêts difficiles.
Le 2 avril 2023 se déroule la deuxième rencontre, à Zoug. Martschini, comme lors du match précédent va s'illustrer en premier. à la 15e minute, il effectue tout un jeu, se faisant se télescoper Tömmernes et Richard, puis feintant Karrer, il décoche un tir vif qui surprend Mayer. En début de deuxième tiers, Omark ramène les deux équipes à égalité. Carter Camper redonne l'avantage à Zoug à la 37e minute et Nico Gross inscrit le 3-1 à la 58e dans la cage vide.
Le 4 avril 2023 se dispute le troisième match, à Genève. Dès la première minute, O'Neill surprend les servettiens en ouvrant la marque. Genève domine clairement ce premier tiers, forçant même Dan Tagnes à prendre son temps mort pour essayer de casser le rythme imposer à ses joueurs. Mais cette domination reste stérile et à la pause les genevois sont toujours en retard d'un but. À la 21e minute, Vatanen trompe Genoni et à une minute de la deuxième pause, Miranda donne l'avantage à l'équipe local. Au terme de la rencontre, Genève mène la série 2-1.

Le 6 avril 2023 se joue la quatrième partie, à Zoug. Pour la troisième fois dans cette série, Martschini est le premier à s'illustrer, inscrivant un but après 42 secondes dans le deuxième tiers. Genève réplique par Vatanen (23e minute) et Hartikainen (25e minute). Suri ramène Zoug à égalité lors de la 42e minute. Le match se joue en prolongation et lors de la 75e minute, lorsque Pouliot marque, Genève se trouve à une victoire d'une place en finale.

Le 8 avril 2023 a lieu le cinquième affrontement, à Genève.Pour la première fois de la série, Servette est le premier à frapper par Omark à la 22e minute. Zoug réplique par Herzog (29e minute et Rémi Vogel (38e minute. En début de troisième tiers, Vatanen ramène les genevois au score. Jooris marque le but décisif qui envoie Genève en finale lors de la 52e minute.
| 31 mars 2023 | Genève-Servette HC | 3-1 (0-0, 0-1, 3-0) | EV Zoug | Patinoire des Vernets 6 906 spectateurs |

| Feuille de match | Feuille de match | Feuille de match | Feuille de match                       | Feuille de match                                                         |
| ---------------- | --- | ---------------- | -------------------------------------- | ------------------------------------------------------------------------ |
|                  | Praplan (Richard, Pouliot) — 41 min 1 s Omark (Hartikainen, Jooris) — 45 min 3 s Karrer (Tömmernes, Richard) — 59 min 59 s (CV) | 0-1 1-1 2-1 3-1  | Martschini (Leuenberger) — 25 min 36 s | Arbitrage : Marc Wiegand, Cedric Borga David Obwegeser, Dominik Schlegel |
| Mayer            | Gardiens | Genoni           |                                        | Arbitrage : Marc Wiegand, Cedric Borga David Obwegeser, Dominik Schlegel |
| 6 min            | Pénalités | 6 min            |                                        | Arbitrage : Marc Wiegand, Cedric Borga David Obwegeser, Dominik Schlegel |
| 32               | Tirs | 29               |                                        | Arbitrage : Marc Wiegand, Cedric Borga David Obwegeser, Dominik Schlegel |

| 2 avril 2023 | EV Zoug | 3-1 (1-0, 1-1, 1-0) | Genève-Servette HC | Bossard Arena 7 200 spectateurs |

| Feuille de match | Feuille de match                                                                   | Feuille de match | Feuille de match                             | Feuille de match                                                              |
| ---------------- | ---------------------------------------------------------------------------------- | ---------------- | -------------------------------------------- | ----------------------------------------------------------------------------- |
|                  | Martschini (Klingberg) — 15 min 32 s Camper — 37 min 52 s Gross — 58 min 46 s (CV) | 1-0 1-1 2-1 3-1  | Omark (Filppula, Vatanen) — 27 min 37 s (SN) | Arbitrage : Daniel Stricker, Stefan Hürlimann Dominik Altmann, Valentin Meusy |
| Genoni           | Gardiens                                                                           | Mayer            |                                              | Arbitrage : Daniel Stricker, Stefan Hürlimann Dominik Altmann, Valentin Meusy |
| 12 min           | Pénalités                                                                          | 12 min           |                                              | Arbitrage : Daniel Stricker, Stefan Hürlimann Dominik Altmann, Valentin Meusy |
| 33               | Tirs                                                                               | 32               |                                              | Arbitrage : Daniel Stricker, Stefan Hürlimann Dominik Altmann, Valentin Meusy |

| 4 avril 2023 | Genève-Servette HC | 2-1 (0-1, 2-0, 0-0) | EV Zoug | Patinoire des Vernets 6 918 spectateurs |

| Feuille de match | Feuille de match                                                             | Feuille de match | Feuille de match                      | Feuille de match                                                           |
| ---------------- | ---------------------------------------------------------------------------- | ---------------- | ------------------------------------- | -------------------------------------------------------------------------- |
|                  | Vatanen (Filppula, Omark) — 21 min 27 s Miranda (Vatanen, Filppula) — 39 min | 0-1 1-1 2-1      | O'Neill (Herzog, Camper) — 1 min 31 s | Arbitrage : Miroslav Stolc, Daniel Piechaczek Eric Cattaneo, Sébastien Duc |
| Mayer            | Gardiens                                                                     | Genoni           |                                       | Arbitrage : Miroslav Stolc, Daniel Piechaczek Eric Cattaneo, Sébastien Duc |
| 2 min            | Pénalités                                                                    | 4 min            |                                       | Arbitrage : Miroslav Stolc, Daniel Piechaczek Eric Cattaneo, Sébastien Duc |
| 34               | Tirs                                                                         | 18               |                                       | Arbitrage : Miroslav Stolc, Daniel Piechaczek Eric Cattaneo, Sébastien Duc |

| 6 avril 2023 | EV Zoug | 2-3 (0-0, 1-2, 1-0, 0-1) | Genève-Servette HC | Bossard Arena 7 200 spectateurs |

| Feuille de match | Feuille de match | Feuille de match    | Feuille de match | Feuille de match                                                  |
| ---------------- | ---------------- | ------------------- | ---------------- | ----------------------------------------------------------------- |
|                  | (SN) (SN)        | 1-0 1-1 1-2 2-2 2-3 | (SN) (SN) (SN)   | Arbitrage : Mark Lemelin, Ken Mollard Thomas Wolf, Aurélien Urfer |
| Genoni           | Gardiens         | Mayer               |                  | Arbitrage : Mark Lemelin, Ken Mollard Thomas Wolf, Aurélien Urfer |
| 10 min           | Pénalités        | 10 min              |                  | Arbitrage : Mark Lemelin, Ken Mollard Thomas Wolf, Aurélien Urfer |
| 36               | Tirs             | 35                  |                  | Arbitrage : Mark Lemelin, Ken Mollard Thomas Wolf, Aurélien Urfer |

| 8 avril 2023 | Genève-Servette HC | 3-2 (0-0, 1-2, 2-0) | EV Zoug | Patinoire des Vernets 7 135 spectateurs |

| Feuille de match | Feuille de match | Feuille de match    | Feuille de match | Feuille de match |
| ---------------- | ---------------- | ------------------- | ---------------- | ---------------- |
|                  | (SN) (SN) (SN)   | 1-0 1-1 1-2 2-2 3-2 | (SN) (SN)        |                  |
| Mayer            | Gardiens         | Genoni              |                  |                  |
|                  |                  |                     |                  |                  |
|                  |                  |                     |                  |                  |

##### HC Bienne	- ZSC Lions
Le 30 mars 2023 a lieu la première confrontation entre , à Bienne. L'équipe locale prend le contrôle du puck durant le premier tiers, laissant peu de chance aux Zurichois d'inquiéter Harri Säteri. Le deuxième tiers devient plus équilibré, du aux différentes pénalités, mais les deux gardiens ne laissent rien passer. À la 52e minute, Haas reçoit 5 minutes de pénalité pour un coup de coude adressé à Garrett Roe. Les zurichois n'arrivent pas à installer leur avantage numérique et dès la minutes suivante, encaissent le seul but de la partie. Il est inscrit par Alexandre Iakovenko qui déjoue Šimon Hrubec d'un tir imparable.
Le 1er avril 2023 se déroule la deuxième rencontre, à Zurich. Les Biennois se déplacent sans leur entraîneur Antti Törmänen, qui a dû subir une opération la veille. Ils entrent dans le match plein de bonnes intentions et il ne faut que deux minutes pour que Sallinen inscrive un premier but. Kessler double la mise à la 10e minutes lors d'un avantage numérique. Au retour de la pause, Künzle marque le 0-3 à la 24e. Les Zurichois ont tout tenté, adressant 28 tirs en direction de la cage défendue par Joren van Pottelberghe. Il les a tous repoussé et en fin de match Rajala scelle le score du match en dirigeant un tir dans la cage vide. Bienne remporte le match 0-4 réalisant un deuxième blanchissage consécutif.
Le 3 avril 2023 se dispute le troisième match, à Bienne.
Zurich débute le match de manière très engagée, essayant d'intimider son adversaire et de le sortir de son plan de match. Bienne ne cède pas et profite d'inscrire un premier but en avantage numérique par Luca Hischier en début de deuxième tiers. À la 26e minute, Rajala donne une deuxième longueur d'avance aux siens. Quatre minutes plus tard, Chris Baltisberger permet enfin à Zurich d'inscrire un but dans cette série. À la 36e minute, Baechler écope d'une pénalité pour coup de crosse. Olofsson en profite pour marquer le 3-1 et 44 secondes plus tard Tanner déjoue Hrubec pour le 4-1. Il faut attendre à nouveau 44 secondes pour voir Mikko Lehtonen rendre espoir aux Zurichois en inscrivant le 4-2. Juste avant la pause, le futur retraité Étienne Froidevaux se lève et marque le 5-2 pour Bienne. Roe inscrit le 3e but Zurichois à la 54e minute, mais Zurich ne parvient pas à revenir à la hauteur des Biennois. Seul ombre au tableau pour ces derniers, la sortie sur blessure de Haas, atteint au visage par le puck lors d’un tir de Christian Marti lors de la 3e période.
Le 5 avril 2023 se joue la quatrième partie, à Zurich. Faisant face à l'élimination, les Lions décident de prendre les choses en main d'entrée de jeu. après 9 minutes, ils mènent 2-0, par des réussites de Lammikko et d'Andrighetto. À la 11e minute, Hofer permet à Bienne de revenir à une longueur. En milieu de deuxième tiers, Lehtonen inscrit le 3e but pour Zurich. L'indiscipline va ensuite coûter cher aux Lions, Olofsson (33e minute), puis Sallinen (36e minute) profite tous les deux d'avantage numérique pour ramener Bienne à la hauteur de son adversaire. À la 51e minute Löov inscrit le 3-4. En fin de rencontre, alors que les Zurichois ont sorti leur gardien, Rajala clos le débat en marquant le 3-5 dans la cage vide. L'homme de la soirée est Haas qui, arborant une cicatrice au menton, a tenu sa place sur la glace et comptabilise 3 passes. Bienne accède pour la première fois de son histoire à la finale des séries éliminatoires.
| 30 mars 2023 | Bienne | 1-0 (0-0, 0-0, 1-0) | ZSC Lions | Tissot Arena 6 562 spectateurs |

| Feuille de match | Feuille de match                        | Feuille de match | Feuille de match | Feuille de match                                                           |
| ---------------- | --------------------------------------- | ---------------- | ---------------- | -------------------------------------------------------------------------- |
|                  | Iakovenko (Haas, Delémont) — 58 min 4 s | 1-0              |                  | Arbitrage : Miroslav Stolc, Daniel Piechaczek Eric Cattaneo, Sébastien Duc |
| Säteri           | Gardiens                                | Hrubec           |                  | Arbitrage : Miroslav Stolc, Daniel Piechaczek Eric Cattaneo, Sébastien Duc |
| 9 min            | Pénalités                               | 6 min            |                  | Arbitrage : Miroslav Stolc, Daniel Piechaczek Eric Cattaneo, Sébastien Duc |
| 27               | Tirs                                    | 27               |                  | Arbitrage : Miroslav Stolc, Daniel Piechaczek Eric Cattaneo, Sébastien Duc |

| 1 avril 2023 | ZSC Lions | 0-4 (0-2, 0-1, 0-1) | Bienne | Swiss Life Arena 12 000 spectateurs |

| Feuille de match | Feuille de match | Feuille de match | Feuille de match | Feuille de match                                                   |
| ---------------- | ---------------- | ---------------- | --- | ------------------------------------------------------------------ |
|                  |                  | 0-1 0-2 0-3 0-4  | Sallinen (Iakovenko, Delémont) — 2 min 55 s Kessler (Sallinen, Iakovenko) — 10 min 55 s (SN) Künzle (Cunti, Hischier) — 24 min 38 s Rajala (Kessler, Grossmann) — 58 min 10 s (CV) | Arbitrage : Mark Lemelin, Ken Mollard Dario Fuchs, Michael Stalder |
| Hrubec           | Gardiens         | van Pottelberghe | | Arbitrage : Mark Lemelin, Ken Mollard Dario Fuchs, Michael Stalder |
| 16 min           | Pénalités        | 8 min            | | Arbitrage : Mark Lemelin, Ken Mollard Dario Fuchs, Michael Stalder |
| 28               | Tirs             | 17               | | Arbitrage : Mark Lemelin, Ken Mollard Dario Fuchs, Michael Stalder |

| 3 avril 2023 | Bienne | 5-3 (0-0, 0-0, 1-0) | ZSC Lions | Tissot Arena 6 562 spectateurs |

| Feuille de match | Feuille de match | Feuille de match                | Feuille de match | Feuille de match                                                          |
| ---------------- | --- | ------------------------------- | --- | ------------------------------------------------------------------------- |
|                  | Hischier (Kessler, Sallinen) — 20 min 25 s (SN) Rajala (Sallinen, Schneeberger) — 26 min 22 s Olofsson (Hofer, Haas) — 36 min 30 s (SN) Tanner (Stampfli, Froidevaux) — 37 min 14 s Froidevaux (Iakovenko) — 39 min 38 s | 0-1 0-2 1-2 1-3 1-4 2-4 2-5 3-5 | C. Baltisberger (Lammikko, Texier) — 30 min 6 s Lehtonen (Bodenmann, Geering) — 37 min 58 s Roe (Geering, P. Baltisberger) — 54 min 5 s | Arbitrage : Michael Tscherrig, Micha Hebeisen Thomas Wolf, Aurélien Urfer |
| Säteri           | Gardiens | Hrubec (55 min) Waeber (1 min)  | | Arbitrage : Michael Tscherrig, Micha Hebeisen Thomas Wolf, Aurélien Urfer |
| 0 min            | Pénalités | 6 min                           | | Arbitrage : Michael Tscherrig, Micha Hebeisen Thomas Wolf, Aurélien Urfer |
| 21               | Tirs | 28                              | | Arbitrage : Michael Tscherrig, Micha Hebeisen Thomas Wolf, Aurélien Urfer |

| 5 avril 2023 | ZSC Lions | 3-5 (2-1, 1-2, 0-2) | Bienne | Swiss Life Arena 12 000 spectateurs |

| Feuille de match | Feuille de match | Feuille de match                | Feuille de match | Feuille de match                                                         |
| ---------------- | --- | ------------------------------- | --- | ------------------------------------------------------------------------ |
|                  | Lammikko (Roe, Kukan) — 5 min 26 s (SN) Andrighetto (Azevedo, Texier) — 9 min 17 s Lehtonen (Azevedo, Andrighetto) — 29 min 48 s (SN) | 1-0 2-0 2-1 3-1 3-2 3-3 3-4 3-5 | Hofer (Rathgeb, Haas) — 11 min 3 s (SN) Olofsson (Haas, Rathgeb) — 33 min 6 s (SN) Sallinen (Rajala, Iakovenko) — 36 min 36 s (SN) Lööv (Haas, Kessler) — 51 min 47 s Rajala — 58 min 46 s (CV) | Arbitrage : Marc Wiegand, Cedric Borga David Obwegeser, Dominik Schlegel |
| Hrubec           | Gardiens | Säteri                          | | Arbitrage : Marc Wiegand, Cedric Borga David Obwegeser, Dominik Schlegel |
| 10 min           | Pénalités | 8 min                           | | Arbitrage : Marc Wiegand, Cedric Borga David Obwegeser, Dominik Schlegel |
| 37               | Tirs | 27                              | | Arbitrage : Marc Wiegand, Cedric Borga David Obwegeser, Dominik Schlegel |

#### Finale

##### Genève-Servette HC - HC Bienne
Le 14 avril 2023 a lieu la première confrontation entre , à Genève. Bienne se crée les meilleures occasions lors du premier tiers, par Sallinen (3e minute) et par Brunner (13e minute). Lors de la 31e minute Winnik peut pousser le puck au fond du filet de Säteri. En avantage numérique, lors de la 42e minute Hartikainen donne deux longueurs d'avance à Genève. Une minute plus tard, Vatanen doit rentrer au vestiaire avant tout le monde à la suite d'une charge subie par Schneeberger, apparemment touché au genou. À la 54e Jooris croit assurer la victoire des siens lorsqu'il voit son tir finir au fond du but, mais les arbitres invalident cette réussite à la suite d'une obstruction d'Omark. Trois minutes plus tard, Brunner redonne espoir aux Biennois en inscrivant le 2-1. Malgré tous leurs efforts, ils ne parviennent pas à revenir au score et Genève remporte le premier match de cette série.
Le 16 avril 2023 se déroule la deuxième rencontre, à Bienne. Lors de la première minute, les biennois inscrivent deux buts par Hofer et par Brunner. Genève réplique 60 secondes plus tard par Miranda. Durant le deuxième tiers, Bienne profite de 6 minutes 30 en avantage numérique d'affilée, dont une minute trente avec un avantage de deux hommes. Ils ne parviennent pas à se montrer dangereux durant ces instants. À la 56e minute, Karrer ramène les deux équipes a égalité. Alors qu'il ne reste que 7 secondes au temps réglementaire, Brunner marque un deuxième but et permet a Bienne d'égalé la série.
Le 18 avril 2023 se dispute le troisième match, à Genève. À la mi-match, Rajala parvient à tromper Mayer et inscrire le 0-1. Il faut attendre la 54e minute pour que Genève puisse revenir au score, d'un but en avantage numérique de Vatanen. Le match part en prolongation. À la 77e minute, Yanick Stampfli marque et Bienne remporte le match. Ce but survient d'une erreur grossière de Vatanen.
Le 20 avril 2023 se joue la quatrième partie, à Bienne. Les locaux imposent tout de suite un gros rythme à cette rencontre, Kessler ouvre la marque à la 7e minute. Lors de la 16e minute, Marco Maurer perd patience et s'énerve auprès des officiels. Ces derniers lui octroient une pénalité de match. Deux minutes plus tard, Karrer passe le puck à Alessio Bertaggia, ce dernier remonte la surface le long de la bande, avant d'adresser une passe à Pouliot qui en plein centre décoche un tir dans la lucarne de Säteri, 1 partout. Durant le deuxième tiers, bien qu'en infériorité numérique, Genève trompe une nouvelle fois le gardien biennois, lors d'une échappée de Winnik. En avantage numérique, lors de la 49e minute, Rajala oublié à l'aile droite ne laisse aucune chance à Mayer. 59 secondes plus tard, Karrer passe le puck à Bertaggia qui le remet à Pouliot pour une copie conforme du premier but.
Le 22 avril 2023 a lieu le cinquième affrontement, à Genève. Alors que les quatre premiers matchs ont été très serré, se jouant sur des détails, celui-ci ne souffre d'aucune discussion. Genève inscrit 3 buts en 3 minutes lors du deuxième tiers par Pouliot, Tömmernes et Omark. Hartikainen met le 4-0, 44 seconde avant la deuxième pause. Au retour des vestiaires, il faut 2 minutes à Pouliot pour inscrire son deuxième but de la soirée. Hischier sauve l'honneur des siens à la 53e minute. Une minute plus tard, Rod enfonce un peu plus Bienne et encore une minute plus tard, Bertaggia inscrit le 7-1. Genève corrige sévèrement son adversaire dans ce match et mène la série 3-2.
Le 25 avril 2023 se déroule la sixième manche, à Bienne. Il faut 12 minutes pour qu'Omark trouve la faille dans la défense biennoise. Au retour de la pause, Rajala redonne espoir à son équipe. À la 32e minute, Hischier accepte une passe de Noah Delémont et parvient à tromper Mayer. À la 54e minute, Haas inscrit un but portant la marque à 3-1. Tömmernes réplique dès la minute suivante. Dans les derniers instants de jeu, Mayer cède sa place à un sixième homme sur la glace. Künzle en profite pour marque un but dans la cage vide. Omark ne parvient pas à contenir sa frustration et reçoit dix minutes de pénalité pour comportement antisportif.
Le dénouement de cette série se joue le 27 avril 2023, à Genève. Il suffit de 4 minutes de jeu à Vatanen pour inscrire le premier but. Les biennois commentent ensuite deux irrégularités et se retrouvent à 3 contre 5. Vatanen en profite pour marquer un deuxième but. À la 23e minute, Winnik donne 3 longueurs d'avance aux Servetiens. Haas parvient à réduire l'avance lors de la 30e minute, mais malgré cela, lui et ses coéquipiers ne paraissent jamais vraiment dans le coup. À moins de 10 minutes du terme, Hartikainen inscrit le 4-1. Genève peut fêter son premier titre national.
| 14 avril 2023 | Genève-Servette HC | 2-1 (0-0, 1-0, 1-1) | Bienne | Patinoire des Vernets 7 135 spectateurs |

| Feuille de match | Feuille de match                 | Feuille de match | Feuille de match | Feuille de match                                                        |
| ---------------- | -------------------------------- | ---------------- | ---------------- | ----------------------------------------------------------------------- |
|                  | — 31 min 26 s — 42 min 48 s (SN) | 1-0 2-0 2-1      | — 56 min 33 s    | Arbitrage : Marc Wiegand, Cedric Borga David Obwegeser, Dominik Altmann |
| Mayer            | Gardiens                         | Säteri           |                  | Arbitrage : Marc Wiegand, Cedric Borga David Obwegeser, Dominik Altmann |
| 4 min            | Pénalités                        | 10 min           |                  | Arbitrage : Marc Wiegand, Cedric Borga David Obwegeser, Dominik Altmann |
| 40               | Tirs                             | 23               |                  | Arbitrage : Marc Wiegand, Cedric Borga David Obwegeser, Dominik Altmann |

| 16 avril 2023 | Bienne | 3-2 (2-0, 0-0, 1-1) | Genève-Servette HC | Tissot Arena 6 562 spectateurs |

| Feuille de match | Feuille de match                                                                                                  | Feuille de match    | Feuille de match                                                                 | Feuille de match                                                           |
| ---------------- | --- | ------------------- | -------------------------------------------------------------------------------- | -------------------------------------------------------------------------- |
|                  | Hofer (Haas, Olofsson) — 1 min 17 s Brunner (Cunti, Künzle) — 1 min 48 s Brunner (Cunti, Iakovenko) — 59 min 53 s | 1-0 2-0 2-1 2-2 3-2 | Miranda (Filppula, Karrer) — 2 min 55 s Karrer (Bertaggia, Richard) — 56 min 5 s | Arbitrage : Daniel Stricker, Michael Tscherrig Thomas Wolf, Aurélien Urfer |
| Säteri           | Gardiens | Mayer               |                                                                                  | Arbitrage : Daniel Stricker, Michael Tscherrig Thomas Wolf, Aurélien Urfer |
| 10 min           | Pénalités | 4 min               |                                                                                  | Arbitrage : Daniel Stricker, Michael Tscherrig Thomas Wolf, Aurélien Urfer |
| 16               | Tirs | 25                  |                                                                                  | Arbitrage : Daniel Stricker, Michael Tscherrig Thomas Wolf, Aurélien Urfer |

| 18 avril 2023 | Genève-Servette HC | 1-2 (0-0, 0-1, 1-0, 0-1) | Bienne | Patinoire des Vernets 7 135 spectateurs |

| Feuille de match | Feuille de match                           | Feuille de match | Feuille de match                                                          | Feuille de match                                                      |
| ---------------- | ------------------------------------------ | ---------------- | ------------------------------------------------------------------------- | --------------------------------------------------------------------- |
|                  | Vatanen (Winnik, Omark) — 54 min 50 s (SN) | 0-1 1-1 1-2      | Rajala (Rathgeb, Froidevaux) — 30 min 7 s Stampfli (Künzle) — 77 min 12 s | Arbitrage : Mark Lemelin, Miroslav Stolc Eric Cattaneo, Sébastien Duc |
| Mayer            | Gardiens                                   | Säteri           |                                                                           | Arbitrage : Mark Lemelin, Miroslav Stolc Eric Cattaneo, Sébastien Duc |
| 8 min            | Pénalités                                  | 8 min            |                                                                           | Arbitrage : Mark Lemelin, Miroslav Stolc Eric Cattaneo, Sébastien Duc |
| 48               | Tirs                                       | 29               |                                                                           | Arbitrage : Mark Lemelin, Miroslav Stolc Eric Cattaneo, Sébastien Duc |

| 20 avril 2023 | Bienne | 2-3 (1-1, 0-1, 1-1) | Genève-Servette HC | Tissot Arena 6 562 spectateurs |

| Feuille de match | Feuille de match                                                                          | Feuille de match    | Feuille de match | Feuille de match                                                             |
| ---------------- | ----------------------------------------------------------------------------------------- | ------------------- | --- | ---------------------------------------------------------------------------- |
|                  | Kessler (Rajala, Schneeberger) — 6 min 37 s Rajala (Sallinen, Brunner) — 49 min 33 s (SN) | 1-0 1-1 1-2 2-2 2-3 | Pouliot (Bertaggia, Karrer) — 18 min 8 s Winnik (Richard) — 23 min 7 s (IN) Pouliot (Bertaggia, Karrer) — 50 min 32 s | Arbitrage : Marc Wiegand, Michael Tscherrig David Obwegeser, Dominik Altmann |
| Säteri           | Gardiens                                                                                  | Mayer               | | Arbitrage : Marc Wiegand, Michael Tscherrig David Obwegeser, Dominik Altmann |
| 6 min            | Pénalités                                                                                 | 28 min              | | Arbitrage : Marc Wiegand, Michael Tscherrig David Obwegeser, Dominik Altmann |
| 21               | Tirs                                                                                      | 32                  | | Arbitrage : Marc Wiegand, Michael Tscherrig David Obwegeser, Dominik Altmann |

| 22 avril 2023 | Genève-Servette HC | 7-1 (0-0, 4-0, 3-1) | Bienne | Patinoire des Vernets 7 135 spectateurs |

| Feuille de match | Feuille de match | Feuille de match                          | Feuille de match                 | Feuille de match                                                            |
| ---------------- | --- | ----------------------------------------- | -------------------------------- | --------------------------------------------------------------------------- |
|                  | Pouliot (Jacquemet, Tömmernes) — 23 min 23 s Tömmernes (Praplan, Jooris) — 25 min 22 s Omark (Hartikainen, Jooris) — 25 min 46 s Hartikainen — 39 min 16 s Pouliot (Smirnovs, Tömmernes) — 42 min 11 s Bertaggia (Praplan, Richard) — 54 min 18 s Rod (Pouliot, Smirnovs) — 55 min 3 s | 1-0 2-0 3-0 4-0 5-0 5-1 6-1 7-1           | Hischier (Sheahan) — 53 min 19 s | Arbitrage : Daniel Stricker, Michael Tscherrig Eric Cattaneo, Sébastien Duc |
| Mayer            | Gardiens | Säteri (40 min) van Pottelberghe (20 min) |                                  | Arbitrage : Daniel Stricker, Michael Tscherrig Eric Cattaneo, Sébastien Duc |
| 10 min           | Pénalités | 6 min                                     |                                  | Arbitrage : Daniel Stricker, Michael Tscherrig Eric Cattaneo, Sébastien Duc |
| 29               | Tirs | 24                                        |                                  | Arbitrage : Daniel Stricker, Michael Tscherrig Eric Cattaneo, Sébastien Duc |

| 25 avril 2023 | Bienne | 4-2 (0-1, 2-0, 2-1) | Genève-Servette HC | Tissot Arena 6 562 spectateurs |

| Feuille de match | Feuille de match | Feuille de match        | Feuille de match                                                                        | Feuille de match                                                        |
| ---------------- | --- | ----------------------- | --------------------------------------------------------------------------------------- | ----------------------------------------------------------------------- |
|                  | Rajala (Kessler, Iakovenko) — 23 min 16 s Hischier (Delémont) — 32 min 13 s Haas (Olofsson, Forster) — 54 min 6 s Künzle (Rajala) — 59 min 34 s (CV) | 0-1 1-1 2-1 3-1 3-2 4-2 | Omark (Hartikainen, Jooris) — 12 min 57 s Tömmernes (Filppula, Jacquemet) — 55 min 13 s | Arbitrage : Mark Lemelin, Miroslav Stolc Eric Cattaneo, David Obwegeser |
| Säteri           | Gardiens | Mayer                   |                                                                                         | Arbitrage : Mark Lemelin, Miroslav Stolc Eric Cattaneo, David Obwegeser |
| 6 min            | Pénalités | 18 min                  |                                                                                         | Arbitrage : Mark Lemelin, Miroslav Stolc Eric Cattaneo, David Obwegeser |
| 32               | Tirs | 26                      |                                                                                         | Arbitrage : Mark Lemelin, Miroslav Stolc Eric Cattaneo, David Obwegeser |

| 27 avril 2023 | Genève-Servette HC | 4-1 (2-0, 1-1, 1-0) | Bienne | Patinoire des Vernets 7 135 spectateurs |

| Feuille de match | Feuille de match | Feuille de match    | Feuille de match   | Feuille de match                                                         |
| ---------------- | --- | ------------------- | ------------------ | ------------------------------------------------------------------------ |
|                  | Vatanen (Maurer, Winnik) — 3 min 54 s Vatanen (Tömmernes, Filppula) — 7 min 27 s (SN) Winnik (Praplan) — 23 min 32 s Hartikainen — 50 min 50 s | 1-0 2-0 3-0 3-1 4-1 | Haas — 30 min 47 s | Arbitrage : Mark Lemelin, Daniel Stricker Eric Cattaneo, David Obwegeser |
| Mayer            | Gardiens | Säteri              |                    | Arbitrage : Mark Lemelin, Daniel Stricker Eric Cattaneo, David Obwegeser |
| 6 min            | Pénalités | 6 min               |                    | Arbitrage : Mark Lemelin, Daniel Stricker Eric Cattaneo, David Obwegeser |
| 18               | Tirs | 23                  |                    | Arbitrage : Mark Lemelin, Daniel Stricker Eric Cattaneo, David Obwegeser |

#### Effectif Champion
L'effectif champion de National League 2022-2023, se compose des personnes suivantes :
- Gardiens : Robert Mayer et Gauthier Descloux

- Défenseurs : Yohann Auvitu, Giancarlo Chanton, Daniel Eigenmann, Arnaud Jacquemet, Roger Karrer, Simon Le Coultre, Marco Maurer, Sandis Šmons, Henrik Tömmernes, Sami Vatanen et Mike Völlmin

- Attaquants : Benjamin Antonietti, Alessio Bertaggia, Eliot Berthon, Christophe Cavalleri, Valtteri Filppula, Teemu Hartikainen, Josh Jooris, Marco Miranda, Linus Omark, Marc-Antoine Pouliot, Vincent Praplan, Tanner Richard, Noah Rod, Deniss Smirnovs et Daniel Winnik

- Staff : Marc Gautschi (Directeur Sportif), Jan Cadieux (Entraîneur), Rikard Franzén (Entraîneur assistant), Yorick Treille (Entraîneur assistant), Sébastien Beaulieu (Entraîneur des gardiens) et Aurélien Omer (Responsable matériel).

### Play-out et Promotion-Relégation

#### SC Langnau Tigers - HC Ajoie
Le 14 mars 2023 a lieu la première confrontation entre Langnau et Ajoie, à Langnau. Lorsqu'une pénalité est accordée a Thomas Thiry pour avoir retarder le jeu, il suffit d'un engagement et de sept secondes à Cody Eakin pour ouvrir la marque pour Langnau. On remarque la fébrilité des Ajoulots lorsque le deuxième tiers débute, il suffit également que de 31 secondes à Oskars Lapinskis pour doubler la marque. Lors de la 35e minute, une bagarre éclate entre Tim Grossniklaus et Valentin Pilet, les deux joueurs sont exclus du match. Au terme de la rencontre, Langnau s'impose 4-0. Luca Boltshauser repousse 36 tirs pour s'assurer un blanchissage, Flavio Schmutz et Nolan Diem sont les deux autres buteurs.
Le 16 mars 2023 se déroule la deuxième rencontre, à Porrentruy. Tim Wolf remplace Damiano Ciaccio dans la cage des Ajoulots. Le tournant du match est quand le capitaine d'Ajoie, Jordane Hauert, reçoit une pénalité pour crosse haute. Axel Holmström en profite pour inscrire un but à la 29e minute. Au milieu du troisième tiers, Eakin marque le but de l'assurance. Boltshauser connaît un deuxième blanchissage en autant de rencontres et Langnau s'impose sur le score de 0-2 dans la patinoire de ses adversaires.
Le 18 mars 2023 se dispute le troisième match, à Langnau. À la 15e minute, une bagarre éclate entre Bastian Guggenheim et Fabio Arnold. Ils sont tous les deux exclus du match. Lors de la 32e minute, Kevin Bozon inscrit enfin un but pour Ajoie dans cette série. Sur cette action, Boltshauser se blesse et est remplacé une minute plus tard par Stéphane Charlin. Ajoie profite pour inscrire encore deux buts en fin de deuxième tiers, par Pilet et Jonathan Hazen. Le but de Aleksi Saarela durant le dernier tiers-temps ne change rien et Ajoie remporte enfin un match dans cette série, sur le score de 1-3.
Le 21 mars 2023 se joue la quatrième partie, à Porrentruy. Bozon sonne la charge pour Ajoie à la 4e minute, inscrivant un but en échapée. Harri Pesonen inscrit un but à une seconde de la fin du tiers-temps pour permettre à Langnau de rentrer aux vestiaires à égalité. En seconde période, lors d'une supériorité numérique, Hazen offre la victoire aux Ajoulots.
Le 23 mars 2023 a lieu le cinquième affrontement, à Langnau. Gauthier, auteur d'un doublé (23e et 54e minutes) croit longtemps être le héros de la soirée. Hélas pour lui, Matthias Rossi (55e) et Sami Lepistö (58e) créent l'égalité et le match se décide en prolongation. Pascal Berger inscrit le but de la victoire d'un tir sur réception à la 78e minute.
Le 25 mars 2023 se déroule la sixième manche, à Porrentruy. Après 15 secondes de jeu, Hazen inscrit le premier but pour Ajoie. Langnau réplique par Holström (9e minute) et Saarela (14e minute). Dans le deuxième tiers, Ajoie domine, inscrivant 3 buts par Hazen (28e), Guillaume Asselin (28e) et Gauthier (30e). Durant la 43e minute, il suffit de 8 secondes aux Emmentalois pour revenir au score par Eakin et Lepistö. Il faut deux prolongations pour voir Pesonen marquer un but. Ajoie se retrouve en barrage de Promotion/relégation et devra affronter le vainqueur de la Swiss League.
Langnau peut remercier sa cohorte de joueurs étrangers. Ils ont pris l'équipe marquant 12 des 16 buts et 20 des 30 aides inscrits par les Emmentalois.
| 14 mars 2023 | Langnau | 4-0 (1-0, 1-0, 2-0) | Ajoie | Patinoire de l'Ilfis 4 545 spectateurs |

| Feuille de match | Feuille de match | Feuille de match | Feuille de match | Feuille de match                                                         |
| ---------------- | --- | ---------------- | ---------------- | ------------------------------------------------------------------------ |
|                  | Eakin (Saarela, Saarijärvi) — 11 min 59 s (SN) Lapinskis (Holström, Saarijärvi) — 20 min 31 s Schmutz (Schilt) — 47 min 25 s Diem (Salzgeber, Guggenheim) — 51 min 16 s | 1-0 2-0 3-0 4-0  |                  | Arbitrage : Mikko Kaukokari, Micha Hebeisen Eric Cattaneo, Sébastien Duc |
| Boltshauser      | Gardiens | Ciaccio          |                  | Arbitrage : Mikko Kaukokari, Micha Hebeisen Eric Cattaneo, Sébastien Duc |
| 33 min           | Pénalités | 33 min           |                  | Arbitrage : Mikko Kaukokari, Micha Hebeisen Eric Cattaneo, Sébastien Duc |
| 38               | Tirs | 36               |                  | Arbitrage : Mikko Kaukokari, Micha Hebeisen Eric Cattaneo, Sébastien Duc |

| 16 mars 2023 | Ajoie | 0-2 (0-0, 0-1, 0-1) | Langnau | Raiffeisen Arena 4 076 spectateurs |

| Feuille de match | Feuille de match | Feuille de match | Feuille de match                                                                | Feuille de match                                                                 |
| ---------------- | ---------------- | ---------------- | ------------------------------------------------------------------------------- | -------------------------------------------------------------------------------- |
|                  |                  | 0-1 0-2          | Holström (Schmutz, Lepistö) — 29 min (SN) Eakin (Saarela, Schilt) — 49 min 16 s | Arbitrage : Daniel Stricker, Pascal Hungerbühler Michael Stalder, Valentin Meusy |
| Wolf             | Gardiens         | Boltshauser      |                                                                                 | Arbitrage : Daniel Stricker, Pascal Hungerbühler Michael Stalder, Valentin Meusy |
| 4 min            | Pénalités        | 6 min            |                                                                                 | Arbitrage : Daniel Stricker, Pascal Hungerbühler Michael Stalder, Valentin Meusy |
| 31               | Tirs             | 33               |                                                                                 | Arbitrage : Daniel Stricker, Pascal Hungerbühler Michael Stalder, Valentin Meusy |

| 18 mars 2023 | Langnau | 1-3 (0-0, 0-3, 0-0) | Ajoie | Patinoire de l'Ilfis 5 459 spectateurs |

| Feuille de match                               | Feuille de match                                | Feuille de match | Feuille de match                                                                                            | Feuille de match                                                         |
| ---------------------------------------------- | ----------------------------------------------- | ---------------- | --- | ------------------------------------------------------------------------ |
|                                                | Saarela (Saarijärvi, Grossniklaus) — 42 min 7 s | 0-1 0-2 0-3 1-3  | Bozon (Frossard) — 32 min 37 s Pilet (Frossard, Bozon) — 37 min 28 s Hazen (Macquat, Brennan) — 38 min 59 s | Arbitrage : Michael Tscherrig, Alex Dipietro Thomas Wolf, Aurélien Urfer |
| Boltshauser(33 min 35 s) Charlin (26 min 25 s) | Gardiens                                        |                  | | Arbitrage : Michael Tscherrig, Alex Dipietro Thomas Wolf, Aurélien Urfer |
| 38 min                                         | Pénalités                                       | 35 min           | | Arbitrage : Michael Tscherrig, Alex Dipietro Thomas Wolf, Aurélien Urfer |
| 28                                             | Tirs                                            | 34               | | Arbitrage : Michael Tscherrig, Alex Dipietro Thomas Wolf, Aurélien Urfer |

| 21 mars 2023 | Ajoie | 2-1 (1-1, 1-0, 0-0) | Langnau | Raiffeisen Arena 4 531 spectateurs |

| Feuille de match | Feuille de match                                                    | Feuille de match | Feuille de match                            | Feuille de match                                                             |
| ---------------- | ------------------------------------------------------------------- | ---------------- | ------------------------------------------- | ---------------------------------------------------------------------------- |
|                  | Bozon — 4 min 40 s Hazen (Brennan, Pinard-Devos) — 22 min 38 s (SN) | 0-1 1-1 2-1      | Pesonen (Holström, Salzgeber) — 19 min 59 s | Arbitrage : Daniel Piechaczek, Lukas Kohlmüller Eric Cattaneo, Sébastien Duc |
| Tim Wolf         | Gardiens                                                            | Luca Boltshauser |                                             | Arbitrage : Daniel Piechaczek, Lukas Kohlmüller Eric Cattaneo, Sébastien Duc |
| 4 min            | Pénalités                                                           | 6 min            |                                             | Arbitrage : Daniel Piechaczek, Lukas Kohlmüller Eric Cattaneo, Sébastien Duc |
| 25               | Tirs                                                                | 38               |                                             | Arbitrage : Daniel Piechaczek, Lukas Kohlmüller Eric Cattaneo, Sébastien Duc |

| 23 mars 2023 | Langnau | 3-2 (0-0, 0-1, 2-1, 1-0) | Ajoie | Patinoire de l'Ilfis 4 786 spectateurs |

| Feuille de match | Feuille de match | Feuille de match    | Feuille de match                                                                     | Feuille de match                                                               |
| ---------------- | --- | ------------------- | ------------------------------------------------------------------------------------ | ------------------------------------------------------------------------------ |
|                  | Rossi (Douay, Zryd) — 55 min 54 s Lepistö (Saarijärvi, Eakin) — 57 min 4 s Berger (Lepistö, Saarijärvi) — 78 min 22 s | 0-1 1-1 2-1 2-2 3-2 | Gauthier (Bakoš, Brennan) — 22 min 59 s Gauthier (Asselin, Bakoš) — 53 min 41 s (SN) | Arbitrage : Michael Tscherrig, Mikko Kaukokari Michael Stalder, Valentin Meusy |
| Luca Boltshauser | Gardiens | Tim Wolf            |                                                                                      | Arbitrage : Michael Tscherrig, Mikko Kaukokari Michael Stalder, Valentin Meusy |
| 8 min            | Pénalités | 4 min               |                                                                                      | Arbitrage : Michael Tscherrig, Mikko Kaukokari Michael Stalder, Valentin Meusy |
| 48               | Tirs | 34                  |                                                                                      | Arbitrage : Michael Tscherrig, Mikko Kaukokari Michael Stalder, Valentin Meusy |

| 25 mars 2023 | Ajoie | 4-5 (1-2, 3-0, 0-2, 0-1) | Langnau | Raiffeisen Arena 5 178 spectateurs |

| Feuille de match | Feuille de match | Feuille de match                    | Feuille de match | Feuille de match                                                         |
| ---------------- | --- | ----------------------------------- | --- | ------------------------------------------------------------------------ |
|                  | Hazen — 15 s Hazen (Birbaum, Hauert) — 28 min 19 s Asselin (Gauthier, Brennan) — 28 min 32 s Gauthier (Pinard-Devos, Hazen) — 30 min 35 s (SN) | 1-0 1-1 1-2 2-2 3-2 4-2 4-3 4-4 4-5 | Holström (Grossniklaus, Saarijärvi) — 9 min 36 s Saarela (Saarijärvi, Eakin) — 14 min 54 s (SN) Eakin (Saarijärvi, Saarela) — 43 min 35 s (SN) Lepistö (Rossi) — 43 min 43 s Pesonen (Saarela, Lepistö) — 93 min 45 s | Arbitrage : Miroslav Stolc, Stefan Hürlimann Dario Fuchs, Sandro Gurtner |
| Tim Wolf         | Gardiens | Luca Boltshauser                    | | Arbitrage : Miroslav Stolc, Stefan Hürlimann Dario Fuchs, Sandro Gurtner |
| 8 min            | Pénalités | 12 min                              | | Arbitrage : Miroslav Stolc, Stefan Hürlimann Dario Fuchs, Sandro Gurtner |
| 41               | Tirs | 58                                  | | Arbitrage : Miroslav Stolc, Stefan Hürlimann Dario Fuchs, Sandro Gurtner |

#### HC Ajoie - HC La Chaux-de-Fonds
Le 30 mars 2023 a lieu la première confrontation entre le HC Ajoie et le HC La-Chaux-de-Fonds, à Porrentruy. Le match débute très mal pour Ajoie, Kay Schweri marque à la 3e minute et Toms Andersons l'imite à la 11e minute. Hazen réduit l'écart une minute plus tard, mais le match est vraiment marqué par la domination du HCC. À la 55e minute, Daniel Carbis heurte Hazen et ce dernier doit quitter la rencontre prématurément. En infériorité numérique, Sondre Olden marque le 1-3, une seconde avant le retour sur la glace de son capitaine. Ian Derungs marque à la 59e le 2-3, mais il est trop tard pour Ajoie qui s'incline.
Le 1er avril 2023 se déroule la deuxième rencontre, à La Chaux-de-Fonds. Comme lors de la série précédente, Ciacco cède sa place devant le filet à Wolf après avoir perdu le premier match. Sebastian Bengtsson ouvre le score pour le HCC à la 4e minute. Thibault Frossard donne la réponse d'Ajoie à la 16e minute. En début de deuxième tiers, Alors qu'ils évoluent en infériorité numérique, le HCC va inscrire un but pour la deuxième fois en deux matchs, par Olden. Deux autres réussites vont être inscrites en avantage numérique par Carbis (27e minute) et Andersons (59e minute). La Chaux-de-Fonds mène 2-0 cette série.
Le 4 avril 2023 se dispute le troisième match, à Porrentruy. Voulant se focaliser sur cette série, les ajoulots ne parlent plus aux média depuis quelques jours et non plus le droit à l'erreur. S'ils entament la partie de la bonne manière, ils doivent malgré tout concéder l'ouverture du score à la 4e minute par Oliver Achermann. Pire encore, à la 31e lorsque Guillaume Asselin perd le puck, Léonardo Fuhrer permet à La Chaux-de-Fonds de mener 0-2. Ajoie ne se laisse pas abattre et revient au score par Alain Birbaum (36e minute) et Asselin (39e minute). Le vainqueur se décide en prolongation. À la 92e minute, Ajoie trouve son héros en Jordan Hauert lorsqu'il marque. Hauert a passé toute sa carrière au sein du club, il est le fils du président du club, il a annoncé sa retraite au terme de la saison et n'avait plus marqué depuis 26 mois Il permet à Ajoie de revenir 1-2 dans cette série.
Le 6 avril 2023 se joue la quatrième partie, à La Chaux-de-Fonds. TJ Brennan, auteur d'un doublé en deuxième période, permet à Ajoie de prendre le match en main. La réduction du score à la 35e minute par Kyle Topping ne fait pas douter les ajoulots. À la 44e minute, Frossard redonne deux longueurs d'avance aux siens. Matteo Romanenghi scelle le score en inscrivant un but dans la cage vide. Ajoie revient dans la série en remportant ce match 1-4. cela fait 18 matchs que La Chaux-de-Fonds n'avait pas perdu à domicile.
Le 8 avril 2023 a lieu le cinquième affrontement, à Porrentruy. Asselin sonne la charge pour Ajoie. Il transforme un pénalty après 77 secondes de jeu, puis est l'auteur de la passe sur le but décisif de Frossard à la 24e minute. Bengtsson parvient à réduire le score pour la Chaux-de-Fonds, mais beaucoup trop tard, seulement 30 secondes avant la fin du match. Pour la première fois depuis longtemps, Viktor Östlund, le gardien du HCC, livre une performance moyenne.
Le 10 avril 2023 se déroule la sixième manche, à La Chaux-de-Fonds. Le HCC rentre parfaitement dans le match et domine d'emblée de jeu son adversaire. Contre le cours du jeu, Derungs marque pour Ajoie. Ne baissant pas les bras, les chaux-de-fonniers reviennent par Stefan Rüegsegger à la 21e minute, et prennent l'avantage par Topping à la 51e. Ce but fait basculer la rencontre. Dès cet instant, les ajoulots se remobilise et reviennent dans le match. À la 56e minute, Asselin ramène les 2 équipes à égalité. 72 secondes plus tard, Jérôme Leduc inscrit le but du maintien pour Ajoie.
| 30 mars 2023 | Ajoie | 2-3 (1-2, 0-0, 1-1) | La Chaux-de-Fonds | Raiffeisen Arena 5 028 spectateurs |

| Feuille de match | Feuille de match                                                                      | Feuille de match    | Feuille de match | Feuille de match                                                          |
| ---------------- | ------------------------------------------------------------------------------------- | ------------------- | --- | ------------------------------------------------------------------------- |
|                  | Hazen (Pinard-Devos, Rouiller) — 12 min 43 s Derungs (Kohler, Rouiller) — 59 min 41 s | 0-1 0-2 1-2 1-3 2-3 | Schweri (Rüegsegger, In-Albon) — 3 min 20 s Andersons (Olden, Huguenin) — 11 min 1 s Olden (Achermann, Gehringer) — 57 min 15 s (IN) | Arbitrage : Michael Tscherrig, Micha Hebeisen Thomas Wolf, Aurélien Urfer |
| Ciaccio          | Gardiens                                                                              | Östlund             | | Arbitrage : Michael Tscherrig, Micha Hebeisen Thomas Wolf, Aurélien Urfer |
| 6 min            | Pénalités                                                                             | 10 min              | | Arbitrage : Michael Tscherrig, Micha Hebeisen Thomas Wolf, Aurélien Urfer |
| 26               | Tirs                                                                                  | 30                  | | Arbitrage : Michael Tscherrig, Micha Hebeisen Thomas Wolf, Aurélien Urfer |

| 1 avril 2023 | La Chaux-de-Fonds | 4-1 (1-1, 2-0, 1-0) | Ajoie | Patinoire des Mélèzes 5 225 spectateurs |

| Feuille de match | Feuille de match                      | Feuille de match    | Feuille de match | Feuille de match                                                           |
| ---------------- | ------------------------------------- | ------------------- | --- | -------------------------------------------------------------------------- |
|                  | Frossard (Bakoš, Thiry) — 16 min 30 s | 1-0 1-1 2-1 3-1 4-1 | Bengtsson (Wilkins, Schweri) — 4 min 41 s Olden (Suter, Eugster) — 21 min 16 s (IN) Carbis (Andersons, Olden) — 27 min 54 s (SN) Andersons (Bengtsson, Wilkins) — 59 min 15 s (SN) | Arbitrage : Miroslav Stolc, Daniel Piechaczek Eric Cattaneo, Sébastien Duc |
| Östlund          | Gardiens                              | Wolf                | | Arbitrage : Miroslav Stolc, Daniel Piechaczek Eric Cattaneo, Sébastien Duc |
| 8 min            | Pénalités                             | 12 min              | | Arbitrage : Miroslav Stolc, Daniel Piechaczek Eric Cattaneo, Sébastien Duc |
| 25               | Tirs                                  | 30                  | | Arbitrage : Miroslav Stolc, Daniel Piechaczek Eric Cattaneo, Sébastien Duc |

| 4 avril 2023 | Ajoie | 3-2 (0-1, 2-1, 0-0, 1-0) | La Chaux-de-Fonds | Raiffeisen Arena 5 028 spectateurs |

| Feuille de match | Feuille de match                                                                                                  | Feuille de match    | Feuille de match                                                         | Feuille de match                                                      |
| ---------------- | --- | ------------------- | ------------------------------------------------------------------------ | --------------------------------------------------------------------- |
|                  | Birbaum (Sciaroni, Hauert) — 36 min 49 s Asselin (Frossard) — 39 min 12 s Hauert (Rundqvist, Bakoš) — 92 min 54 s | 0-1 0-2 1-2 2-2 3-2 | Achermann (Olden, Andersons) — 4 min 58 s Fuhrer (Topping) — 31 min 23 s | Arbitrage : Mark Lemelin, Ken Mollard Dominik Altmann, Valentin Meusy |
| Wolf             | Gardiens | Östlund             |                                                                          | Arbitrage : Mark Lemelin, Ken Mollard Dominik Altmann, Valentin Meusy |
| 12 min           | Pénalités | 20 min              |                                                                          | Arbitrage : Mark Lemelin, Ken Mollard Dominik Altmann, Valentin Meusy |
| 61               | Tirs | 50                  |                                                                          | Arbitrage : Mark Lemelin, Ken Mollard Dominik Altmann, Valentin Meusy |

| 6 avril 2023 | La Chaux-de-Fonds | 1-4 (0-0, 1-2, 0-2) | Ajoie | Patinoire des Mélèzes 5 225 spectateurs |

| Feuille de match | Feuille de match                          | Feuille de match    | Feuille de match | Feuille de match                                                           |
| ---------------- | ----------------------------------------- | ------------------- | --- | -------------------------------------------------------------------------- |
|                  | Topping (Fuhrer, Bengtsson) — 35 min 32 s | 0-1 1-1 1-2 1-3 1-4 | Brennan (Rundqvist, Asselin) — 21 min 13 s (SN) Brennan (Arnold) — 27 min 58 s Frossard — 44 min 59 s Romanenghi (Bozon, Rundqvist) — 57 min 45 s (CV) | Arbitrage : Daniel Stricker, Stefan Hürlimann Dario Fuchs, Michael Stalder |
| Östlund          | Gardiens                                  | Wolf                | | Arbitrage : Daniel Stricker, Stefan Hürlimann Dario Fuchs, Michael Stalder |
| 4 min            | Pénalités                                 | 24 min              | | Arbitrage : Daniel Stricker, Stefan Hürlimann Dario Fuchs, Michael Stalder |
| 32               | Tirs                                      | 41                  | | Arbitrage : Daniel Stricker, Stefan Hürlimann Dario Fuchs, Michael Stalder |

| 8 avril 2023 | Ajoie | 2-1 (1-0, 1-0, 0-1) | La Chaux-de-Fonds | Raiffeisen Arena 5 028 spectateurs |

| Feuille de match | Feuille de match                                                         | Feuille de match | Feuille de match                               | Feuille de match                                                         |
| ---------------- | ------------------------------------------------------------------------ | ---------------- | ---------------------------------------------- | ------------------------------------------------------------------------ |
|                  | Asselin — 1 min 17 s (IN + TP) Frossard (Asselin, Brennan) — 24 min 21 s | 1-0 2-0 2-1      | Bengtsson (Andersons, Achermann) — 59 min 30 s | Arbitrage : Marc Wiegand, Cedric Borga David Obwegeser, Dominik Schlegel |
| Wolf             | Gardiens                                                                 | Östlund          |                                                | Arbitrage : Marc Wiegand, Cedric Borga David Obwegeser, Dominik Schlegel |
| 6 min            | Pénalités                                                                | 10 min           |                                                | Arbitrage : Marc Wiegand, Cedric Borga David Obwegeser, Dominik Schlegel |
| 39               | Tirs                                                                     | 33               |                                                | Arbitrage : Marc Wiegand, Cedric Borga David Obwegeser, Dominik Schlegel |

| 10 avril 2023 | La Chaux-de-Fonds | 2-3 (0-1, 1-0, 1-2) | Ajoie | Patinoire des Mélèzes 5 225 spectateurs |

| Feuille de match | Feuille de match | Feuille de match    | Feuille de match                                                                      | Feuille de match                                                             |
| ---------------- | --- | ------------------- | ------------------------------------------------------------------------------------- | ---------------------------------------------------------------------------- |
|                  | Derungs (Frossard) — 4 min 32 s (SN) Asselin (Frossard, Wolf) — 56 min 36 s Leduc (Macquat, Romanenghi) — 57 min 48 s | 0-1 1-1 2-1 2-2 2-3 | Rüegsegger (In-Albon, Östlund) — 21 min 49 s Topping (Huguenin, Matewa) — 51 min 52 s | Arbitrage : Miroslav Stolc, Daniel Piechaczek Eric Cattaneo, Dominik Altmann |
| Östlund          | Gardiens | Wolf                |                                                                                       | Arbitrage : Miroslav Stolc, Daniel Piechaczek Eric Cattaneo, Dominik Altmann |
| 8 min            | Pénalités | 10 min              |                                                                                       | Arbitrage : Miroslav Stolc, Daniel Piechaczek Eric Cattaneo, Dominik Altmann |
| 48               | Tirs | 33                  |                                                                                       | Arbitrage : Miroslav Stolc, Daniel Piechaczek Eric Cattaneo, Dominik Altmann |

## Swiss League

### Contexte
La saison régulière débute le 16 septembre 2022 pour un total de 45 tours est disputé. Le 5 février 2023 se dispute la dernière journée de la saison régulière et les séries éliminatoires commencent le 14 février 2023.

### Participants
| Équipe               | Bilan 2021-2022 | Entraîneur                                         | Depuis | Ville             | Patinoire             | Capacité |
| -------------------- | --------------- | -------------------------------------------------- | ------ | ----------------- | --------------------- | -------- |
| HC Bâle              | Champion de MSL | Christian Weber Eric Himelfarb                     | 2022   | Bâle              | Arena Saint-Jacques   | 6 612    |
| HCB Ticino Rockets   | 11e             | Éric Landry                                        | 2020   | Biasca            | Raiffeisen BiascArena | 3 800    |
| HC La Chaux-de-Fonds | 1/2 finale      | Louis Matte (en)                                   | 2022   | La Chaux-de-Fonds | Patinoire des Mélèzes | 5 800    |
| GCK Lions            | 1/4 finale      | Michael Liniger                                    | 2019   | Küsnacht          | KEK                   | 2 800    |
| SC Langenthal        | 1/4 finale      | Jeff Campbell (en) Kevin Schläpfer                 | 2023   | Langenthal        | Eishalle Schoren      | 4 002    |
| HC Olten             | Finale          | Lars Leuenberger                                   | 2021   | Olten             | Kleinholz             | 6 500    |
| HC Sierre            | 1/4 finale      | Yves Sarault                                       | 2022   | Sierre            | Patinoire de Graben   | 4 500    |
| HC Thurgovie         | 1/2 finale      | Markus Åkerblom                                    | 2022   | Weinfelden        | Güttingersreuti (de)  | 3 100    |
| HC Viège             | 1/4 finale      | Dany Gelinas Marco Schüpbach (de) et Beat Heldstab | 2022   | Viège             | Lonza Arena           | 5 150    |
| EHC Winterthour      | Préplay-off     | Teppo Kivelä (de)                                  | 2020   | Winterthour       | Zielbau Arena (de)    | 2 496    |

| Bâle Ticino Rockets La Chaux-de-Fonds GCK Lions Langenthal Olten Sierre Thurgovie Viège Winterthour |

### Saison régulière

#### Résultats
Nota : les résultats sont indiqués dans les boîtes déroulantes ci-dessous, classées par mois, afin de ne pas surcharger l'affichage de la page.

#### Classement final
| Clt   | Équipe               | PJ | V  | VP | VF | D  | DP | DF | BP  | BC  | Diff | Pts |
| ----- | -------------------- | -- | -- | -- | -- | -- | -- | -- | --- | --- | ---- | --- |
| +001, | HC La Chaux-de-Fonds | 45 | 30 | 4  | 2  | 6  | 2  | 1  | 205 | 102 | 103  | 105 |
| +002, | HC Olten             | 45 | 31 | 0  | 3  | 8  | 1  | 2  | 169 | 99  | 70   | 102 |
| +003, | GCK Lions            | 45 | 19 | 3  | 3  | 15 | 3  | 2  | 150 | 133 | 17   | 74  |
| +004, | HC Viège             | 45 | 21 | 2  | 1  | 18 | 1  | 2  | 147 | 141 | 6    | 72  |
| +005, | HC Thurgovie         | 45 | 18 | 3  | 5  | 17 | 1  | 1  | 115 | 125 | -10  | 72  |
| +006, | HC Bâle (P)          | 45 | 19 | 4  | 0  | 18 | 3  | 1  | 137 | 125 | 12   | 69  |
| +007, | SC Langenthal        | 45 | 18 | 3  | 0  | 17 | 4  | 3  | 147 | 154 | -7   | 67  |
| +008, | HC Sierre            | 45 | 16 | 4  | 1  | 21 | 2  | 1  | 142 | 159 | -17  | 61  |
| +009, | EHC Winterthour      | 45 | 6  | 1  | 1  | 32 | 3  | 2  | 105 | 190 | -85  | 27  |
| +010, | HCB Ticino Rockets   | 45 | 6  | 0  | 1  | 32 | 4  | 2  | 93  | 182 | -89  | 26  |

- En gras : qualifié pour les play-off

#### Meilleurs pointeurs en saison régulière
| Clt | Joueur             | Équipe               | PJ | B  | A  | Pts | Pun |
| --- | ------------------ | -------------------- | -- | -- | -- | --- | --- |
| 1   | Toms Andersons     | HC La Chaux-de-Fonds | 45 | 18 | 47 | 65  | 20  |
| 2   | Oliver Achermann   | HC La Chaux-de-Fonds | 38 | 33 | 27 | 60  | 8   |
| 3   | Arnaud Montandon   | HC Sierre            | 45 | 25 | 35 | 60  | 30  |
| 4   | Sean Collins       | HC Olten             | 44 | 27 | 30 | 57  | 24  |
| 5   | Jakob Stukel       | HC Bâle              | 45 | 29 | 25 | 54  | 30  |
| 6   | Felix Scheel       | HC Viège             | 42 | 18 | 35 | 53  | 41  |
| 7   | Haralds Egle       | SC Langenthal        | 41 | 14 | 37 | 51  | 6   |
| 8   | Stanislav Horanský | HC Olten             | 33 | 17 | 32 | 49  | 24  |
| 9   | Mathew Wilkins     | HC La Chaux-de-Fonds | 43 | 17 | 31 | 48  | 36  |
| 10  | Kay Schweri        | HC La Chaux-de-Fonds | 44 | 9  | 39 | 48  | 4   |

#### Meilleurs gardiens en saison régulière
Ci-après les meilleurs gardiens de la saison régulière ayant joué au moins 900 minutes, soit l'équivalent de 15 parties entières.
| Clt | Gardien             | Équipe               | PJ | V  | D  | Pr. | Min   | BC  | Moy  | %Arr  | Bl |
| --- | ------------------- | -------------------- | -- | -- | -- | --- | ----- | --- | ---- | ----- | -- |
| 1   | Viktor Östlund (sv) | HC La Chaux-de-Fonds | 33 | 23 | 2  | 2   | 1 901 | 60  | 1,89 | 93,32 | 6  |
| 2   | Lucas Rötheli       | HC Olten             | 26 | 18 | 4  | 1   | 1 497 | 51  | 2,04 | 91,39 | 2  |
| 3   | Andri Henauer       | HC Bâle              | 27 | 16 | 9  | 1   | 1 623 | 63  | 2,33 | 93,49 | 2  |
| 4   | Bryan Rüegger       | HC Thurgovie         | 30 | 11 | 11 | 1   | 1 647 | 80  | 2,91 | 90,27 | 2  |
| 5   | Matteo Ritz         | HC Viège             | 21 | 10 | 9  | 0   | 1 167 | 58  | 2,98 | 89,93 | 0  |
| 6   | Reto Lory           | HC Viège             | 25 | 11 | 9  | 1   | 1 425 | 71  | 2,99 | 88,38 | 1  |
| 7   | Remo Giovannini     | HC Sierre            | 36 | 17 | 17 | 1   | 2 092 | 109 | 3,13 | 91,56 | 3  |
| 8   | Robin Zumbühl       | GCK Lions            | 27 | 11 | 9  | 3   | 1 573 | 83  | 3,17 | 89,99 | 1  |
| 9   | Elien Paupe (de)    | SC Langenthal        | 26 | 11 | 11 | 2   | 1 438 | 76  | 3,17 | 90,10 | 1  |
| 10  | Damian Stettler     | SC Langenthal        | 22 | 9  | 6  | 2   | 1 180 | 66  | 3,36 | 89,72 | 1  |

### Play-off
|  | Quarts de finale | Quarts de finale     | Quarts de finale | Quarts de finale |   |                      | Demi-finales | Demi-finales | Demi-finales | Demi-finales |  |  | Finale | Finale | Finale | Finale |
|  |                  |                      |                  |                  |   |                      |              |              |              |              |  |  |        |        |        |        |
|  |                  |                      |                  |                  |   |                      |              |              |              |              |  |  |        |        |        |        |
|  |                  |                      |                  |                  |   |                      |              |              |              |              |  |  |        |        |        |        |
|  | 1                | HC La Chaux-de-Fonds | 4                | 4                |   |                      |              |              |              |              |  |  |        |        |        |        |
|  | 1                | HC La Chaux-de-Fonds | 4                | 4                |   |                      |              |              |              |              |  |  |        |        |        |        |
|  | 8                | HC Sierre            | 1                | 1                |   |                      |              |              |              |              |  |  |        |        |        |        |
|  | 8                | HC Sierre            | 1                | 1                | 1 | HC La Chaux-de-Fonds | 4            | 4            |              |              |  |  |        |        |        |        |
|  |                  |                      |                  |                  | 1 | HC La Chaux-de-Fonds | 4            | 4            |              |              |  |  |        |        |        |        |
|  |                  |                      | 5                | HC Thurgovie     | 1 | 1                    |              |              |              |              |  |  |        |        |        |        |
|  | 4                | HC Viège             | 5                | HC Thurgovie     | 1 | 1                    | 2            | 2            |              |              |  |  |        |        |        |        |
|  | 4                | HC Viège             |                  |                  |   |                      |              | 2            |              |              |  |  |        |        |        |        |
|  | 5                | HC Thurgovie         | 4                | 4                |   |                      |              |              |              |              |  |  |        |        |        |        |
|  | 5                | HC Thurgovie         | 4                | 4                | 1 | HC La Chaux-de-Fonds | 4            | 4            |              |              |  |  |        |        |        |        |
|  |                  |                      |                  |                  | 1 | HC La Chaux-de-Fonds | 4            | 4            |              |              |  |  |        |        |        |        |
|  |                  |                      | 2                | HC Olten         | 0 | 0                    |              |              |              |              |  |  |        |        |        |        |
|  | 2                | HC Olten             | 2                | HC Olten         | 0 | 0                    | 4            | 4            |              |              |  |  |        |        |        |        |
|  | 2                | HC Olten             |                  |                  |   |                      |              |              |              |              |  |  |        |        |        |        |
|  | 7                | SC Langenthal        | 1                | 1                |   |                      |              |              |              |              |  |  |        |        |        |        |
|  | 7                | SC Langenthal        | 1                | 1                | 2 | HC Olten             | 4            | 4            |              |              |  |  |        |        |        |        |
|  |                  |                      |                  |                  | 2 | HC Olten             | 4            | 4            |              |              |  |  |        |        |        |        |
|  |                  |                      | 3                | GCK Lions        | 1 | 1                    |              |              |              |              |  |  |        |        |        |        |
|  | 3                | GCK Lions            | 3                | GCK Lions        | 1 | 1                    | 4            | 4            |              |              |  |  |        |        |        |        |
|  | 3                | GCK Lions            |                  |                  |   |                      |              | 4            |              |              |  |  |        |        |        |        |
|  | 6                | HC Bâle              | 2                | 2                |   |                      |              |              |              |              |  |  |        |        |        |        |
|  | 6                | HC Bâle              | 2                | 2                |   |                      |              |              |              |              |  |  |        |        |        |        |
|  |                  |                      |                  |                  |   |                      |              |              |              |              |  |  |        |        |        |        |

#### Meilleurs pointeurs en play-off
| Clt | Joueur | Équipe | PJ | B | A | Pts | Pun |
| --- | ------ | ------ | -- | - | - | --- | --- |
| 1   |        |        |    |   |   |     |     |
| 2   |        |        |    |   |   |     |     |
| 3   |        |        |    |   |   |     |     |
| 4   |        |        |    |   |   |     |     |
| 5   |        |        |    |   |   |     |     |
| 6   |        |        |    |   |   |     |     |
| 7   |        |        |    |   |   |     |     |
| 8   |        |        |    |   |   |     |     |
| 9   |        |        |    |   |   |     |     |
| 10  |        |        |    |   |   |     |     |

#### Meilleurs gardiens en play-off
| Clt | Gardien | Équipe | PJ | V | D | Pr. | Min | BC | Moy | %Arr | Bl |
| --- | ------- | ------ | -- | - | - | --- | --- | -- | --- | ---- | -- |
| 1   |         |        |    |   |   |     |     |    |     |      |    |
| 2   |         |        |    |   |   |     |     |    |     |      |    |
| 3   |         |        |    |   |   |     |     |    |     |      |    |
| 4   |         |        |    |   |   |     |     |    |     |      |    |
| 5   |         |        |    |   |   |     |     |    |     |      |    |
| 6   |         |        |    |   |   |     |     |    |     |      |    |
| 7   |         |        |    |   |   |     |     |    |     |      |    |
| 8   |         |        |    |   |   |     |     |    |     |      |    |
| 9   |         |        |    |   |   |     |     |    |     |      |    |
| 10  |         |        |    |   |   |     |     |    |     |      |    |

## MySports League

### Contexte
La saison régulière débute le 17 septembre 2022 pour un total de 32 tours est disputé. Le 18 février 2023 se dispute la dernière journée de la saison régulière et les séries éliminatoires commencent le 25 février 2023.

### Participants
| Équipe                    | Ville        | Patinoire                             |
| ------------------------- | ------------ | ------------------------------------- |
| HC Arosa                  | Arosa        | Sport- und Kongresszentrum Arosa (de) |
| EHC Bülach                | Bülach       | Sportzentrum Hirslen                  |
| HC Coire Capricorns       | Coire        | Hallenstadion (en)                    |
| EHC Dübendorf             | Dübendorf    | Im Chreis                             |
| HC Franches-Montagnes (P) | Saignelégier | Centre de Loisirs                     |
| EHC Frauenfeld (P)        | Frauenfeld   | Kunsteisbahn Frauenfeld               |
| HC Guin Bulls             | Guin         | Eisbahn Sense-See                     |
| Hockey Huttwil            | Huttwil      | Campus-Perspektiven                   |
| SC Lyss                   | Lyss         | Seelandhalle                          |
| EHC Seewen                | Seewen (de)  | Stadion Zingel                        |
| EHC Thun                  | Thoune       | Grabengut                             |
| HCV Martigny              | Martigny     | Forum d'Octodure                      |

| Arosa Bülach Coire Dübendorf Franches-Montagnes Frauenfeld Guin Hockey Huttwil Lyss Seewen Thoune Martigny |

### Play-off
|  | Quarts de finale | Quarts de finale    | Quarts de finale | Quarts de finale |   |          | Demi-finales | Demi-finales | Demi-finales | Demi-finales |  |  | Finale | Finale | Finale | Finale |
|  |                  |                     |                  |                  |   |          |              |              |              |              |  |  |        |        |        |        |
|  |                  |                     |                  |                  |   |          |              |              |              |              |  |  |        |        |        |        |
|  |                  |                     |                  |                  |   |          |              |              |              |              |  |  |        |        |        |        |
|  | 1                | EHC Thun            | 3                | 3                |   |          |              |              |              |              |  |  |        |        |        |        |
|  | 1                | EHC Thun            | 3                | 3                |   |          |              |              |              |              |  |  |        |        |        |        |
|  | 8                | HC Guin Bulls       | 2                | 2                |   |          |              |              |              |              |  |  |        |        |        |        |
|  | 8                | HC Guin Bulls       | 2                | 2                | 1 | EHC Thun | 3            | 3            |              |              |  |  |        |        |        |        |
|  |                  |                     |                  |                  | 1 | EHC Thun | 3            | 3            |              |              |  |  |        |        |        |        |
|  |                  |                     | 7                | Hockey Huttwil   | 0 | 0        |              |              |              |              |  |  |        |        |        |        |
|  | 2                | HC Coire Capricorns | 7                | Hockey Huttwil   | 0 | 0        | 1            | 1            |              |              |  |  |        |        |        |        |
|  | 2                | HC Coire Capricorns |                  |                  |   |          |              | 1            |              |              |  |  |        |        |        |        |
|  | 7                | Hockey Huttwil      | 3                | 3                |   |          |              |              |              |              |  |  |        |        |        |        |
|  | 7                | Hockey Huttwil      | 3                | 3                | 1 | EHC Thun | 2            | 2            |              |              |  |  |        |        |        |        |
|  |                  |                     |                  |                  | 1 | EHC Thun | 2            | 2            |              |              |  |  |        |        |        |        |
|  |                  |                     | 4                | HCV Martigny     | 3 | 3        |              |              |              |              |  |  |        |        |        |        |
|  | 3                | HC Arosa            | 4                | HCV Martigny     | 3 | 3        | 3            | 3            |              |              |  |  |        |        |        |        |
|  | 3                | HC Arosa            |                  |                  |   |          |              |              |              |              |  |  |        |        |        |        |
|  | 6                | EHC Seewen          | 0                | 0                |   |          |              |              |              |              |  |  |        |        |        |        |
|  | 6                | EHC Seewen          | 0                | 0                | 3 | HC Arosa | 0            | 0            |              |              |  |  |        |        |        |        |
|  |                  |                     |                  |                  | 3 | HC Arosa | 0            | 0            |              |              |  |  |        |        |        |        |
|  |                  |                     | 4                | HCV Martigny     | 3 | 3        |              |              |              |              |  |  |        |        |        |        |
|  | 4                | HCV Martigny        | 4                | HCV Martigny     | 3 | 3        | 3            | 3            |              |              |  |  |        |        |        |        |
|  | 4                | HCV Martigny        |                  |                  |   |          |              | 3            |              |              |  |  |        |        |        |        |
|  | 5                | SC Lyss             | 0                | 0                |   |          |              |              |              |              |  |  |        |        |        |        |
|  | 5                | SC Lyss             | 0                | 0                |   |          |              |              |              |              |  |  |        |        |        |        |
|  |                  |                     |                  |                  |   |          |              |              |              |              |  |  |        |        |        |        |

### Tour contre la relégation
| Clt   | Équipe                    | PJ | V | VP | VF | D | DP | DF | BP  | BC  | Pts |
| ----- | ------------------------- | -- | - | -- | -- | - | -- | -- | --- | --- | --- |
| +001, | EHC Bülach                | 38 | 1 | 2  | 0  | 2 | 1  | 0  | 116 | 138 | 52  |
| +002, | EHC Frauenfeld (P)        | 38 | 5 | 0  | 0  | 1 | 0  | 0  | 97  | 107 | 46  |
| +003, | HC Franches-Montagnes (P) | 38 | 1 | 1  | 0  | 3 | 1  | 0  | 107 | 135 | 46  |
| +004, | EHC Dübendorf             | 38 | 2 | 0  | 0  | 3 | 1  | 0  | 84  | 123 | 40  |

- En italique : relégué en 1re ligue

## 1religue

### Groupe Est
| Équipe                  | Ville                 | Patinoire                    |
| ----------------------- | --------------------- | ---------------------------- |
| Argovia Stars           | Aarau                 | KEB Brügglifeld              |
| GDT Bellinzone          | Bellinzone            | Centro sportivo Bellinzona   |
| EHC Burgdorf            | Berthoud              | Localnet-Arena               |
| SC Herisau              | Herisau               | Sportzentrum Herisau         |
| HC Lucerne              | Lucerne               | Regionales-Eiszentrum Luzern |
| PIKES EHC Oberthurgau   | Romanshorn            | Eissportzentrum Oberthurgau  |
| HC Prättigau-Herrschaft | Grüsch                | Eishalle Grüsch              |
| Red Lions Reinach       | Reinach               | Kunsteisbahn Oberwynental    |
| SC Rheintal             | Widnau                | Sportzentrum Widnau          |
| SC Unterseen-Interlaken | Matten bei Interlaken | Eissportzentrum Jungfrau     |
| EHC Wetzikon            | Wetzikon              | Kunsteisbahn Wetzikon        |
| EC Wil                  | Wil                   | Sportpark Bergholz           |

| Aarau Bellinzone Berthoud Herisau Lucerne PIKES Oberthurgau Prättigau-Herrschaft Reinach Widnau Unterseen-Interlaken Wetzikon Wil |

#### Play-off
|  | Quarts de finale | Quarts de finale        | Quarts de finale | Quarts de finale |   |                | Demi-finales | Demi-finales | Demi-finales | Demi-finales |  |  | Finale | Finale | Finale | Finale |
|  |                  |                         |                  |                  |   |                |              |              |              |              |  |  |        |        |        |        |
|  |                  |                         |                  |                  |   |                |              |              |              |              |  |  |        |        |        |        |
|  |                  |                         |                  |                  |   |                |              |              |              |              |  |  |        |        |        |        |
|  | 2                | EHC Wetzikon            | 3                | 3                |   |                |              |              |              |              |  |  |        |        |        |        |
|  | 2                | EHC Wetzikon            | 3                | 3                |   |                |              |              |              |              |  |  |        |        |        |        |
|  | 7                | SC Herisau              | 0                | 0                |   |                |              |              |              |              |  |  |        |        |        |        |
|  | 7                | SC Herisau              | 0                | 0                | 2 | EHC Wetzikon   | 1            | 1            |              |              |  |  |        |        |        |        |
|  |                  |                         |                  |                  | 2 | EHC Wetzikon   | 1            | 1            |              |              |  |  |        |        |        |        |
|  |                  |                         | 3                | GDT Bellinzone   | 3 | 3              |              |              |              |              |  |  |        |        |        |        |
|  | 3                | GDT Bellinzone          | 3                | GDT Bellinzone   | 3 | 3              | 3            | 3            |              |              |  |  |        |        |        |        |
|  | 3                | GDT Bellinzone          |                  |                  |   |                |              | 3            |              |              |  |  |        |        |        |        |
|  | 6                | SC Rheintal             | 2                | 2                |   |                |              |              |              |              |  |  |        |        |        |        |
|  | 6                | SC Rheintal             | 2                | 2                | 3 | GDT Bellinzone | 2            | 2            |              |              |  |  |        |        |        |        |
|  |                  |                         |                  |                  | 3 | GDT Bellinzone | 2            | 2            |              |              |  |  |        |        |        |        |
|  |                  |                         | 4                | EC Wil           | 3 | 3              |              |              |              |              |  |  |        |        |        |        |
|  | 1                | HC Lucerne              | 4                | EC Wil           | 3 | 3              | 3            | 3            |              |              |  |  |        |        |        |        |
|  | 1                | HC Lucerne              |                  |                  |   |                |              |              |              |              |  |  |        |        |        |        |
|  | 8                | EHC Burgdorf            | 1                | 1                |   |                |              |              |              |              |  |  |        |        |        |        |
|  | 8                | EHC Burgdorf            | 1                | 1                | 1 | HC Lucerne     | 0            | 0            |              |              |  |  |        |        |        |        |
|  |                  |                         |                  |                  | 1 | HC Lucerne     | 0            | 0            |              |              |  |  |        |        |        |        |
|  |                  |                         | 4                | EC Wil           | 3 | 3              |              |              |              |              |  |  |        |        |        |        |
|  | 4                | EC Wil                  | 4                | EC Wil           | 3 | 3              | 3            | 3            |              |              |  |  |        |        |        |        |
|  | 4                | EC Wil                  |                  |                  |   |                |              | 3            |              |              |  |  |        |        |        |        |
|  | 5                | HC Prättigau-Herrschaft | 1                | 1                |   |                |              |              |              |              |  |  |        |        |        |        |
|  | 5                | HC Prättigau-Herrschaft | 1                | 1                |   |                |              |              |              |              |  |  |        |        |        |        |
|  |                  |                         |                  |                  |   |                |              |              |              |              |  |  |        |        |        |        |

### Groupe Ouest
| Équipe                       | Ville             | Patinoire                     |
| ---------------------------- | ----------------- | ----------------------------- |
| EHC Adelboden                | Adelboden         | Sportarena Adelboden          |
| HC Delémont-Vallée           | Delémont          | Patinoire régionale           |
| Forward Morges HC            | Morges            | Patinoire des Eaux Minérales  |
| HC Prilly Black Panthers (P) | Prilly            | Patinoire de Malley           |
| EHC Saastal                  | Saas-Grund        | Kunsteisbahn Saas-Grund       |
| HC Saint-Imier               | Saint-Imier       | Patinoire d'Erguël            |
| HC Sarine-Fribourg (P)       | Fribourg          | BCF-Arena                     |
| HC Tramelan (P)              | Tramelan          | ArteCad Arena                 |
| HC université Neuchâtel      | Neuchâtel         | Patinoire du Littoral         |
| HCV Sion                     | Sion              | Ancien Stand                  |
| EHC Wiki-Münsingen (R)       | Wichtrach         | Sagibach Halle                |
| HC Yverdon-les-Bains         | Yverdon-les-Bains | Patinoire d'Yverdon-les-Bains |

| Adelboden Delémont-Vallée Star-Forward HPrilly Valais-Chablais Saastal Saint-Imier Sarine-Fribourg université Neuchâtel Tramelan Wiki-Münsingen Yverdon-les-Bains |

#### Play-off
|  | Quarts de finale | Quarts de finale             | Quarts de finale | Quarts de finale             |   |                              | Demi-finales | Demi-finales | Demi-finales | Demi-finales |  |  | Finale | Finale | Finale | Finale |
|  |                  |                              |                  |                              |   |                              |              |              |              |              |  |  |        |        |        |        |
|  |                  |                              |                  |                              |   |                              |              |              |              |              |  |  |        |        |        |        |
|  |                  |                              |                  |                              |   |                              |              |              |              |              |  |  |        |        |        |        |
|  | 2                | EHC Adelboden                | 3                | 3                            |   |                              |              |              |              |              |  |  |        |        |        |        |
|  | 2                | EHC Adelboden                | 3                | 3                            |   |                              |              |              |              |              |  |  |        |        |        |        |
|  | 7                | HC Sarine-Fribourg (P)       | 1                | 1                            |   |                              |              |              |              |              |  |  |        |        |        |        |
|  | 7                | HC Sarine-Fribourg (P)       | 1                | 1                            | 2 | EHC Adelboden                | 1            | 1            |              |              |  |  |        |        |        |        |
|  |                  |                              |                  |                              | 2 | EHC Adelboden                | 1            | 1            |              |              |  |  |        |        |        |        |
|  |                  |                              | 3                | HC Prilly Black Panthers (P) | 3 | 3                            |              |              |              |              |  |  |        |        |        |        |
|  | 3                | HC Prilly Black Panthers (P) | 3                | HC Prilly Black Panthers (P) | 3 | 3                            | 3            | 3            |              |              |  |  |        |        |        |        |
|  | 3                | HC Prilly Black Panthers (P) |                  |                              |   |                              |              | 3            |              |              |  |  |        |        |        |        |
|  | 6                | Forward Morges HC            | 0                | 0                            |   |                              |              |              |              |              |  |  |        |        |        |        |
|  | 6                | Forward Morges HC            | 0                | 0                            | 3 | HC Prilly Black Panthers (P) | 0            | 0            |              |              |  |  |        |        |        |        |
|  |                  |                              |                  |                              | 3 | HC Prilly Black Panthers (P) | 0            | 0            |              |              |  |  |        |        |        |        |
|  |                  |                              | 4                | HCV Sion                     | 3 | 3                            |              |              |              |              |  |  |        |        |        |        |
|  | 1                | EHC Wiki-Münsingen (R)       | 4                | HCV Sion                     | 3 | 3                            | 3            | 3            |              |              |  |  |        |        |        |        |
|  | 1                | EHC Wiki-Münsingen (R)       |                  |                              |   |                              |              |              |              |              |  |  |        |        |        |        |
|  | 8                | HC Saint-Imier               | 1                | 1                            |   |                              |              |              |              |              |  |  |        |        |        |        |
|  | 8                | HC Saint-Imier               | 1                | 1                            | 1 | EHC Wiki-Münsingen (R)       | 1            | 1            |              |              |  |  |        |        |        |        |
|  |                  |                              |                  |                              | 1 | EHC Wiki-Münsingen (R)       | 1            | 1            |              |              |  |  |        |        |        |        |
|  |                  |                              | 4                | HCV Sion                     | 3 | 3                            |              |              |              |              |  |  |        |        |        |        |
|  | 4                | HCV Sion                     | 4                | HCV Sion                     | 3 | 3                            | 3            | 3            |              |              |  |  |        |        |        |        |
|  | 4                | HCV Sion                     |                  |                              |   |                              |              | 3            |              |              |  |  |        |        |        |        |
|  | 5                | EHC Saastal                  | 0                | 0                            |   |                              |              |              |              |              |  |  |        |        |        |        |
|  | 5                | EHC Saastal                  | 0                | 0                            |   |                              |              |              |              |              |  |  |        |        |        |        |
|  |                  |                              |                  |                              |   |                              |              |              |              |              |  |  |        |        |        |        |

### Finale
L'EC Wil bat le HCV Sion 3-0 dans la série.

### Feuilles de match
Les feuilles de match sont issues du site officiel en français de la Ligue suisse de hockey : http://www.sihf.ch

#### Saison (NL)
1. ↑  Rapperswil-Zurich - 14/09/2022
2. ↑  Berne-Zoug - 14/09/2022
3. ↑  Langnau-Zurich - 16/09/2022
4. ↑  Lugano-Ajoie - 16/09/2022
5. ↑  Lausanne-Bienne - 16/09/2022
6. ↑  Genève-Davos - 16/09/2022
7. ↑  Fribourg-Ambrì - 16/09/2022
8. ↑  Ambrì-Berne - 17/09/2022
9. ↑  Zoug-Langnau - 17/09/2022
10. ↑  Bienne-Genève - 17/09/2022
11. ↑  Davos-Lausanne - 17/09/2022
12. ↑  Ajoie-Fribourg - 17/09/2022
13. ↑  Kloten-Rapperswil - 18/09/2022
14. ↑  Bienne-Berne - 20/09/2022
15. ↑  Kloten-Lausanne - 20/09/2022
16. ↑  Langnau-Ajoie - 20/09/2022
17. ↑  Lugano-Zurich - 20/09/2022
18. ↑  Zoug-Genève - 20/09/2022
19. ↑  Ambrì-Davos - 20/09/2022
20. ↑  Fribourg-Rapperswil - 20/09/2022
21. ↑  Genève-Lugano - 23/09/2022
22. ↑  Berne-Rapperswil - 23/09/2022
23. ↑  Davos-Kloten - 23/09/2022
24. ↑  Langnau-Bienne - 23/09/2022
25. ↑  Fribourg-Zoug - 23/09/2022
26. ↑  Ajoie-Ambrì - 23/09/2022
27. ↑  Kloten-Berne - 24/09/2022
28. ↑  Rapperswil-Langnau - 24/09/2022
29. ↑  Lugano-Lausanne - 24/09/2022
30. ↑  Ambrì-Genève - 24/09/2022
31. ↑  Zoug-Ajoie - 24/09/2022
32. ↑  Lausanne-Zurich - 25/09/2022
33. ↑  Ajoie-Berne - 27/09/2022
34. ↑  Fribourg-Kloten - 27/09/2022
35. ↑  Genève-Langnau - 27/09/2022
36. ↑  Ambrì-Lugano - 27/09/2022
37. ↑  Davos-Zoug - 27/09/2022
38. ↑  Bienne-Zurich - 27/09/2022
39. ↑  Lausanne-Rapperswil - 27/09/2022
40. ↑  Berne-Lausanne - 30/09/2022
41. ↑  Lugano-Kloten - 30/09/2022
42. ↑  Langnau-Davos - 30/09/2022
43. ↑  Genève-Fribourg - 30/09/2022
44. ↑  Ajoie-Zurich - 30/09/2022
45. ↑  Rapperswil-Bienne - 30/09/2022
46. ↑  Kloten-Zoug - 01/10/2022
47. ↑  Ambrì-Rapperswil - 01/10/2022
48. ↑  Davos-Ajoie - 01/10/2022
49. ↑  Lausanne-Genève - 01/10/2022
50. ↑  Bienne-Lugano - 01/10/2022
51. ↑  Fribourg-Langnau - 01/10/2022
52. ↑  Zoug-Ambrì - 02/10/2022
53. ↑  Genève-Zürich - 01/10/2022
54. ↑  Berne-Lugano - 01/10/2022
55. ↑  Kloten-Ambrì - 07/10/2022
56. ↑  Langnau-Lausanne - 01/10/2022
57. ↑  Zoug-Bienne - 07/10/2022
58. ↑  Davos-Fribourg - 07/10/2022
59. ↑  Rapperswil-Ajoie - 01/10/2022
60. ↑  Bienne-Kloten - 08/10/2022
61. ↑  Ambrì-Langnau - 08/10/2022
62. ↑  Lugano-Davos - 08/10/2022
63. ↑  Lausanne-Zoug - 08/10/2022
64. ↑  Ajoie-Genève - 08/10/2022
65. ↑  Fribourg-Berne - 09/10/2022
66. ↑  Berne-Genève - 14/10/2022
67. ↑  Kloten-Langnau - 14/10/2022
68. ↑  Lugano-Fribourg - 14/10/2022
69. ↑  Lausanne-Ajoie - 14/10/2022
70. ↑  Rapperswil-Davos - 14/10/2022
71. ↑  Davos-Berne - 15/10/2022
72. ↑  Genève-Kloten - 15/10/2022
73. ↑  Langnau-Lugano - 15/10/2022
74. ↑  Fribourg-Lausanne - 15/10/2022
75. ↑  Ajoie-Bienne - 15/10/2022
76. ↑  Ambrì-Zürich - 15/10/2022
77. ↑  Zoug-Rapperswil - 15/10/2022
78. ↑  Bienne-Ambrì - 16/10/2022
79. ↑  Berne-Langnau - 18/10/2022
80. ↑  Kloten-Ajoie - 18/10/2022
81. ↑  Lugano-Zoug - 18/10/2022
82. ↑  Bienne-Davos - 18/10/2022
83. ↑  Lausanne-Ambrì - 18/10/2022
84. ↑  Fribourg-Zürich - 18/10/2022
85. ↑  Rapperswil-Genève - 18/10/2022
86. ↑  Zoug-Berne - 21/10/2022
87. ↑  Rapperswil-Kloten - 01/10/2022
88. ↑  Zürich-Langnau - 21/10/2022
89. ↑  Ajoie-Lugano - 21/10/2022
90. ↑  Bienne-Lausanne - 21/10/2022
91. ↑  Ambrì-Fribourg - 21/10/2022
92. ↑  Berne-Ambrì - 22/10/2022
93. ↑  Kloten-Zürich - 22/10/2022
94. ↑  Langnau-Zoug - 22/10/2022
95. ↑  Lugano-Rapperswil - 22/10/2022
96. ↑  Lausanne-Davos - 22/10/2022
97. ↑  Fribourg-Ajoie - 22/10/2022
98. ↑  Genève-Davos - 23/10/2022
99. ↑  Berne-Bienne - 25/10/2022
100. ↑  Ajoie-Langnau - 25/10/2022
101. ↑  Zürich-Lugano - 25/10/2022
102. ↑  Genève-Zoug - 25/10/2022
103. ↑  Davos-Ambrì - 25/10/2022
104. ↑  Rapperswil-Fribourg - 25/10/2022
105. ↑  Rapperswil-Berne - 28/10/2022
106. ↑  Bienne-Langnau - 28/10/2022
107. ↑  Lugano-Genève - 28/10/2022
108. ↑  Ambrì-Ajoie - 28/10/2022
109. ↑  Berne-Kloten - 29/10/2022
110. ↑  Genève-Ambrì - 29/10/2022
111. ↑  Ajoie-Zoug - 29/10/2022
112. ↑  Davos-Zürich - 29/10/2022
113. ↑  Kloten-Davos - 30/10/2022
114. ↑  Langnau-Rapperswil - 30/10/2022
115. ↑  Zürich-Lausanne - 30/10/2022
116. ↑  Langnau-Genève - 01/11/2022
117. ↑  Berne-Ajoie - 01/11/2022
118. ↑  Kloten-Fribourg - 01/11/2022
119. ↑  Lugano-Ambrì - 01/11/2022
120. ↑  Zoug-Davos - 01/11/2022
121. ↑  Bienne-Zurich - 01/11/2022
122. ↑  Rapperswil-Lausanne - 01/11/2022
123. ↑  Ajoie-Zurich - 03/11/2022
124. ↑  Lausanne-Berne - 04/11/2022
125. ↑  Kloten-Lugano - 04/11/2022
126. ↑  Davos-Langnau - 04/11/2022
127. ↑  Fribourg-Genève - 04/11/2022
128. ↑  Ambrì-Zoug - 04/11/2022
129. ↑  Bienne-Rapperswil - 04/11/2022
130. ↑  Berne-Zurich - 05/11/2022
131. ↑  Zoug-Kloten - 05/11/2022
132. ↑  Lugano-Bienne - 05/11/2022
133. ↑  Genève-Lausanne - 05/11/2022
134. ↑  Ajoie-Davos - 05/11/2022
135. ↑  Rapperswil-Ambrì - 05/11/2022
136. ↑  Genève-Bienne - 15/11/2022
137. ↑  Lausanne-Lugano - 16/11/2022
138. ↑  Ambrì-Kloten - 18/11/2022
139. ↑  Bienne-Zoug - 18/11/2022
140. ↑  Fribourg-Davos - 18/11/2022
141. ↑  Ajoie-Rapperswil - 18/11/2022
142. ↑  Berne-Fribourg - 19/11/2022
143. ↑  Kloten-Bienne - 19/11/2022
144. ↑  Langnau-Ambrì - 19/11/2022
145. ↑  Zoug-Lausanne - 19/11/2022
146. ↑  Zurich-Davos - 19/11/2022
147. ↑  Lugano-Berne - 20/11/2022
148. ↑  Genève-Ajoie - 20/11/2022
149. ↑  Lausanne-Langnau - 20/11/2022
150. ↑  Lausanne-Kloten - 22/11/2022
151. ↑  Lugano-Langnau - 22/11/2022
152. ↑  Genève-Berne - 25/11/2022
153. ↑  Langnau-Kloten - 25/11/2022
154. ↑  Fribourg-Lugano - 25/11/2022
155. ↑  Ajoie-Lausanne - 25/11/2022
156. ↑  Ambrì-Bienne - 25/11/2022
157. ↑  Berne-Davos - 26/11/2022
158. ↑  Kloten-Genève - 26/11/2022
159. ↑  Lausanne-Fribourg - 26/11/2022
160. ↑  Bienne-Ajoie - 26/11/2022
161. ↑  Zurich-Ambrì - 26/11/2022
162. ↑  Rapperswil-Zoug - 26/11/2022
163. ↑  Zoug-Zurich - 27/11/2022
164. ↑  Davos-Rapperswil - 27/11/2022
165. ↑  Langnau-Berne - 29/11/2022
166. ↑  Ajoie-Kloten - 29/11/2022
167. ↑  Zoug-Lugano - 29/11/2022
168. ↑  Davos-Bienne - 29/11/2022
169. ↑  Ambrì-Lausanne - 29/11/2022
170. ↑  Fribourg-Zurich - 29/11/2022
171. ↑  Genève-Rapperswil - 29/11/2022
172. ↑  Zurich-Ajoie - 30/11/2022
173. ↑  Berne-Langnau - 01/12/2022
174. ↑  Genève-Zoug - 01/12/2022
175. ↑  Lausanne-Bienne - 01/12/2022
176. ↑  Zurich-Berne - 03/12/2022
177. ↑  Kloten-Davos - 03/12/2022
178. ↑  Langnau-Fribourg - 03/12/2022
179. ↑  Bienne-Lugano - 03/12/2022
180. ↑  Ambrì-Rapperswil - 03/12/2022
181. ↑  Rapperswil-Kloten - 04/12/2022
182. ↑  Davos-Zurich - 04/12/2022
183. ↑  Ajoie-Genève - 04/12/2022
184. ↑  Zurich-Rapperswil - 07/12/2022
185. ↑  Bienne-Fribourg - 07/12/2022
186. ↑  Rapperswil-Lausanne - 09/12/2022
187. ↑  Ajoie-Lugano - 09/12/2022
188. ↑  Langnau-Bienne - 09/12/2022
189. ↑  Zurich-Kloten - 09/12/2022
190. ↑  Berne-Zoug - 09/12/2022
191. ↑  Genève-Ambrì - 09/12/2022
192. ↑  Lausanne-Zurich - 10/12/2022
193. ↑  Bienne-Ajoie - 10/12/2022
194. ↑  Zoug-Davos - 10/12/2022
195. ↑  Lugano-Rapperswil - 10/12/2022
196. ↑  Ambrì-Langnau - 10/12/2022
197. ↑  Kloten-Genève - 10/12/2022
198. ↑  Fribourg-Berne - 10/12/2022
199. ↑  Davos-Fribourg - 11/12/2022
200. ↑  Rapperswil-Genève - 20/12/2022
201. ↑  Ambrì-Zoug - 20/12/2022
202. ↑  Bienne-Davos - 20/12/2022
203. ↑  Fribourg-Lugano - 20/12/2022
204. ↑  Langnau-Zurich - 20/12/2022
205. ↑  Kloten-Ajoie - 20/12/2022
206. ↑  Lausanne-Berne - 20/12/2022
207. ↑  Rapperswil-Bienne - 22/12/2022
208. ↑  231Zurich-Fribourg - 22/12/2022
209. ↑  Ajoie-Ambrì - 22/12/2022
210. ↑  Lugano-Zoug - 22/12/2022
211. ↑  Genève-Langnau - 22/12/2022
212. ↑  Berne-Kloten - 22/12/2022
213. ↑  Zoug-Rapperswil - 23/12/2022
214. ↑  Lausanne-Ajoie - 23/12/2022
215. ↑  Fribourg-Genève - 23/12/2022
216. ↑  Langnau-Davos - 23/12/2022
217. ↑  Kloten-Lugano - 23/12/2022
218. ↑  Ambrì-Zurich - 23/12/2022
219. ↑  Bienne-Berne - 23/12/2022
220. ↑  Zurich-Bienne - 01/01/2023
221. ↑  Ajoie-Zoug - 02/01/2023
222. ↑  Kloten-Fribourg - 02/01/2023
223. ↑  Lugano-Lausanne - 02/01/2023
224. ↑  Berne-Ambrì - 02/01/2023
225. ↑  Davos-Genève - 03/01/2023
226. ↑  Rapperswil-Langnau - 03/01/2023
227. ↑  Zoug-Lausanne - 04/01/2023
228. ↑  Zurich-Berne - 04/01/2023
229. ↑  Davos-Rapperswil - 06/01/2023
230. ↑  Zurich-Ajoie - 06/01/2023
231. ↑  Fribourg-Ambrì - 06/01/2023
232. ↑  Genève-Lausanne - 06/01/2023
233. ↑  Bienne-Kloten - 06/01/2023
234. ↑  Lugano-Berne - 06/01/2023
235. ↑  Rapperswil-Zurich - 07/01/2023
236. ↑  Ajoie-Davos - 07/01/2023
237. ↑  Ambrì-Bienne - 07/01/2023
238. ↑  Lausanne-Fribourg - 07/01/2023
239. ↑  Langnau-Lugano - 07/01/2023
240. ↑  Berne-Genève - 07/01/2023
241. ↑  Kloten-Zoug - 08/01/2023
242. ↑  Fribourg-Ajoie - 10/01/2023
243. ↑  Lugano-Ambrì - 10/01/2023
244. ↑  Zoug-Zurich - 13/01/2023
245. ↑  Fribourg-Bienne - 13/01/2023
246. ↑  Genève-Lugano - 13/01/2023
247. ↑  Langnau-Ajoie - 13/01/2023
248. ↑  Lausanne-Kloten - 13/01/2023
249. ↑  Berne-Rapperswil - 13/01/2023
250. ↑  Rapperswil-Fribourg - 14/01/2023
251. ↑  Zurich-Genève - 14/01/2023
252. ↑  Bienne-Zoug - 14/01/2023
253. ↑  Kloten-Langnau - 14/01/2023
254. ↑  Ajoie-Berne - 14/01/2023
255. ↑  Lugano-Davos - 15/01/2023
256. ↑  Ambrì-Lausanne - 15/01/2023
257. ↑  Fribourg-Bienne - 17/01/2023
258. ↑  Ajoie-Rapperswil - 20/01/2023
259. ↑  Bienne-Genève - 20/01/2023
260. ↑  Zoug-Fribourg - 20/01/2023
261. ↑  Lugano-Zurich - 20/01/2023
262. ↑  Lausanne-Langnau - 20/01/2023
263. ↑  Ambrì-Kloten - 20/01/2023
264. ↑  Berne-Davos - 20/01/2023
265. ↑  Genève-Bienne - 21/01/2023
266. ↑  Fribourg-Zoug - 21/01/2023
267. ↑  Zurich-Lugano - 21/01/2023
268. ↑  Langnau-Lausanne - 21/01/2023
269. ↑  Kloten-Ambrì - 21/01/2023
270. ↑  Rapperswil-Ajoie - 22/01/2023
271. ↑  Davos-Berne - 22/01/2023
272. ↑  Zurich-Zoug - 23/01/2023
273. ↑  Ambrì-Genève - 24/01/2023
274. ↑  Davos-Lugano - 24/01/2023
275. ↑  Langnau-Fribourg - 24/01/2023
276. ↑  Zurich-Kloten - 25/01/2023
277. ↑  Fribourg-Davos - 27/01/2023
278. ↑  Lugano-Ajoie - 27/01/2023
279. ↑  Bienne-Langnau - 27/01/2023
280. ↑  Kloten-Zurich - 27/01/2023
281. ↑  Zoug-Berne - 27/01/2023
282. ↑  Zurich-Lausanne - 28/01/2023
283. ↑  Ajoie-Bienne - 28/01/2023
284. ↑  Davos-Zoug - 28/01/2023
285. ↑  Langnau-Ambrì - 28/01/2023
286. ↑  Berne-Fribourg - 28/01/2023
287. ↑  Genève-Kloten - 28/01/2023
288. ↑  Rapperswil-Lugano - 29/01/2023
289. ↑  Genève-Rapperswil - 31/01/2023
290. ↑  Zoug-Ambrì - 31/01/2023
291. ↑  Davos-Bienne - 31/01/2023
292. ↑  Lugano-Fribourg - 31/01/2023
293. ↑  Zurich-Langnau - 31/01/2023
294. ↑  Ajoie-Kloten - 31/01/2023
295. ↑  Berne-Lausanne - 31/01/2023
296. ↑  Bienne-Rapperswil - 03/02/2023
297. ↑  Fribourg-Zurich - 03/02/2023
298. ↑  Ambrì-Ajoie - 03/02/2023
299. ↑  Lausanne-Davos - 03/02/2023
300. ↑  Zoug-Lugano - 03/02/2023
301. ↑  Langnau-Genève - 03/02/2023
302. ↑  Rapperswil-Zoug - 04/02/2023
303. ↑  Ajoie-Lausanne - 04/02/2023
304. ↑  Davos-Langnau - 04/02/2023
305. ↑  Lugano-Kloten - 04/02/2023
306. ↑  Berne-Bienne - 04/02/2023
307. ↑  Kloten-Berne - 05/02/2023
308. ↑  Zurich-Ambrì - 05/02/2023
309. ↑  Genève-Fribourg - 05/02/2023
310. ↑  Zoug-Ajoie - 14/02/2023
311. ↑  Davos-Genève - 14/02/2023
312. ↑  Lausanne-Lugano - 14/02/2023
313. ↑  Langnau-Rapperswil - 14/02/2023
314. ↑  Fribourg-Kloten - 14/02/2023
315. ↑  Ambrì-Berne - 14/02/2023
316. ↑  Zurich-Bienne - 15/02/2023
317. ↑  Rapperswil-Davos - 17/02/2023
318. ↑  Ambrì-Fribourg - 17/02/2023
319. ↑  Lausanne-Genève - 17/02/2023
320. ↑  Langnau-Zoug - 17/02/2023
321. ↑  Zurich-Rapperswil - 18/02/2023
322. ↑  Davos-Ajoie - 18/02/2023
323. ↑  Bienne-Ambrì - 18/02/2023
324. ↑  Fribourg-Lausanne - 18/02/2023
325. ↑  Lugano-Langnau - 18/02/2023
326. ↑  Zoug-Kloten - 18/02/2023
327. ↑  Genève-Berne - 18/02/2023
328. ↑  Kloten-Bienne - 19/02/2023
329. ↑  Berne-Lugano - 19/02/2023
330. ↑  Zurich-Genève - 21/02/2023
331. ↑  Davos-Lausanne - 21/02/2023
332. ↑  Rapperswil-Lugano - 21/02/2023
333. ↑  Zoug-Langnau - 22/02/2023
334. ↑  Ambrì-Davos - 24/02/2023
335. ↑  Bienne-Fribourg - 24/02/2023
336. ↑  Lugano-Genève - 24/02/2023
337. ↑  Ajoie-Langnau - 24/02/2023
338. ↑  Kloten-Lausanne - 24/02/2023
339. ↑  Rapperswil-Berne - 24/02/2023
340. ↑  Fribourg-Rapperswil - 25/02/2023
341. ↑  Genève-Zurich - 25/02/2023
342. ↑  Zoug-Bienne - 25/02/2023
343. ↑  Davos-Lugano - 25/02/2023
344. ↑  Langnau-Kloten - 25/02/2023
345. ↑  Berne-Ajoie - 25/02/2023
346. ↑  Lausanne-Ambrì - 26/02/2023
347. ↑  Zurich-Zoug - 26/02/2023
348. ↑  Lausanne-Rapperswil - 28/02/2023
349. ↑  Davos-Ambrì - 28/02/2023
350. ↑  Zoug-Fribourg - 28/02/2023
351. ↑  Zurich-Davos - 02/03/2023
352. ↑  Ajoie-Fribourg - 02/03/2023
353. ↑  Bienne-Lausanne - 02/03/2023
354. ↑  Zoug-Genève - 02/03/2023
355. ↑  Ambrì-Lugano - 02/03/2023
356. ↑  Kloten-Rapperswil - 02/03/2023
357. ↑  Langnau-Berne - 02/03/2023
358. ↑  Rapperswil-Ambrì - 04/03/2023
359. ↑  Genève-Ajoie - 04/03/2023
360. ↑  Lausanne-Zoug - 04/03/2023
361. ↑  Lugano-Bienne - 04/03/2023
362. ↑  Fribourg-Langnau - 04/03/2023
363. ↑  Davos-Kloten - 04/03/2023
364. ↑  Berne-Zurich - 04/03/2023

#### Séries éliminatoires (NL)
1. ↑  Fribourg-Lugano - 07/03/2023
2. ↑  Lugano-Fribourg - 09/03/2023
3. 1 2  Berne-Kloten - 07/03/2023
4. ↑  Kloten-Berne - 09/03/2023
5. ↑  Genève-Lugano - 14/03/2023
6. ↑  Lugano-Genève - 16/03/2023
7. ↑  Genève-Lugano - 18/03/2023
8. ↑  Lugano-Genève - 21/03/2023
9. ↑  Genève-Lugano - 24/03/2023
10. ↑  Lugano-Genève - 26/03/2023
11. ↑  Rapperswil-Zoug - 15/03/2023
12. ↑  Zoug-Rapperswil - 17/03/2023
13. ↑  Rapperswil-Zoug - 19/03/2023
14. ↑  Zoug-Rapperswil - 22/03/2023
15. ↑  Rapperswil-Zoug - 24/03/2023
16. ↑  Zoug-Rapperswil - 26/03/2023
17. ↑  Bienne-Berne - 14/03/2023
18. ↑  Berne-Bienne - 16/03/2023
19. ↑  Bienne-Berne - 18/03/2023
20. ↑  Berne-Bienne - 21/03/2023
21. ↑  Bienne-Berne - 24/03/2023
22. ↑  Berne-Bienne - 26/03/2023
23. ↑  Zurich-Davos - 15/03/2023
24. ↑  Davos-Zurich - 17/03/2023
25. ↑  Zurich-Davos - 19/03/2023
26. ↑  Davos-Zurich - 22/03/2023
27. ↑  Zurich-Davos - 24/03/2023
28. ↑  Genève-Zoug - 31/03/2023
29. ↑  Zoug-Genève - 02/04/2023
30. ↑  Genève-Zoug - 04/04/2023
31. ↑  Zoug-Genève - 06/04/2023
32. ↑  Genève-Zoug - 08/04/2023
33. ↑  Bienne-Zurich - 30/03/2023
34. ↑  Zurich-Bienne - 01/04/2023
35. ↑  Bienne-Zurich - 03/04/2023
36. ↑  Zurich-Bienne - 05/04/2023
37. ↑  Genève-Bienne - 14/04/2023
38. ↑  Bienne-Genève - 16/04/2023
39. ↑  Genève-Bienne - 14/04/2023
40. ↑  Bienne-Genève - 20/04/2023
41. ↑  Genève-Bienne - 22/04/2023
42. ↑  Bienne-Genève - 25/04/2023
43. ↑  Genève-Bienne - 27/04/2023

#### Promotion/Relégation (NL)
1. ↑  Langnau-Ajoie - 14/03/2023
2. ↑  Ajoie-Langnau - 16/03/2023
3. ↑  Langnau-Ajoie - 18/03/2023
4. ↑  Ajoie-Langnau - 21/03/2023
5. ↑  Langnau-Ajoie - 23/03/2023
6. ↑  Ajoie-Langnau - 25/03/2023
7. ↑  Ajoie-La Chaux-de-Fonds - 30/03/2023
8. ↑  La Chaux-de-Fonds-Ajoie - 01/04/2023
9. ↑  Ajoie-La Chaux-de-Fonds - 04/04/2023
10. ↑  La Chaux-de-Fonds-Ajoie - 06/04/2023
11. ↑  Ajoie-La Chaux-de-Fonds - 08/04/2023
12. ↑  La Chaux-de-Fonds-Ajoie - 10/04/2023